# 2018年のテレビドラマ (日本)
- 2018年のテレビ (日本) > 2018年のテレビドラマ (日本)

2018年のテレビドラマでは、2018年に日本国内で放送されたテレビドラマについてまとめる。

## 主な動向

### 1月
- 2日
  - NHK総合で、志村けんが探偵役に扮するコメディドラマ仕立てのコントバラエティ『志村けん in 探偵佐平 60歳』を放送（21時 - 22時）。同作品は樋口有介の小説『木野塚探偵事務所だ』を原作とする[1]。
  - TBS系にて、高嶋哲夫の同名小説を基にしたスペシャルドラマ『都庁爆破!』を放送（21時 - 23時15分）。主演は長谷川博己[2]。
  - テレビ東京系、新春恒例のドラマ特別企画として、これまで3度「金曜8時のドラマ」枠で放送された、有川浩の小説を原作とする人気シリーズ『三匹のおっさん』のスペシャル版を放送（21時 - 23時15分。引き続き北大路欣也、泉谷しげる、志賀廣太郎のトリプル主演は変わらず、今回は日光を舞台に展開された[3]。
- 4日 - テレビ朝日系にて、これまで3度「木曜ドラマ」枠で放送され、またスペシャル版も2回放送された医療ドラマ『DOCTORS〜最強の名医〜』の新春スペシャルを放送（21時 - 23時10分）。主人公「相良浩介」役を沢村一樹が演じたほか、共演は高嶋政伸らに加え、高嶋が演じる「森山卓」の母親役で松坂慶子が出演した[4]。
- 6日 - 【特撮】テレビ東京系土曜9時 - 9時30分枠にて、円谷プロ制作・ウルトラシリーズ作品『ウルトラマンオーブ』の新シリーズとして『ウルトラマンオーブ THE CHRONICLE』を放送開始（ - 6月30日）。
- 7日
  - NHK大河ドラマ第57作『西郷どん』（主演：鈴木亮平）を放送開始（ - 12月16日）[5][6]。
  - 日本テレビ系「日曜ドラマ」1月期作品として、山﨑賢人主演の『トドメの接吻（キス）』を放送開始（ - 3月11日。初回は22時 - 23時25分、30分拡大SP）[7]。
  - 朝日放送（4月1日より朝日放送テレビ）・テレビ朝日系にて、松竹制作の時代劇シリーズ『必殺シリーズ』の復活10周年記念作として、スペシャルドラマ『必殺仕事人』を放送（21時 - 23時10分）。主なキャストは主人公「渡辺小五郎」役の東山紀之（少年隊）をはじめ、「経師屋の涼次」役の松岡昌宏（TOKIO）、「リュウ」役の知念侑李（Hey! Say! JUMP）らが出演する他[8][9]、悪役ゲストとして奥田瑛二と黒木瞳が出演した[10]。また、主人公の義母「渡辺こう」役で野際陽子（2017年6月没）が出演した最後の作品ともなった[11]。
- 8日 - テレビ朝日系の「帯ドラマ劇場」（第1期）の最終作として、昭和期に活躍したシャンソン歌手・越路吹雪（1924年 - 1980年）の生涯を描く『越路吹雪物語』を放送開始。主人公の越路役は瀧本美織（後期は大地真央）、マネージャーの岩谷時子（作詞家、1916年 - 2013年）役は木南晴夏（ → 市毛良枝）がそれぞれ演じた（ - 3月30日、全59話）[12]。なお、同枠は本作をもって一旦廃枠となり、2019年4月から第2期を、第1期と同じ放送曜日・時間帯で開始予定[13][14]。
- 9日 - 関西テレビ制作・フジテレビ系火曜9時枠の1月期作品として、亀梨和也（KAT-TUN）主演の"復讐"をテーマにしたドラマ『FINAL CUT』を放送開始（ - 3月13日）[15]。
- 10日
  - 日本テレビ系「水曜ドラマ」1月期作品として、坂元裕二が脚本を担当し、広瀬すずが主演する『anone』を放送開始。共演に田中裕子ら（ - 3月21日。初回は10分拡大SP）[16]
  - NHK BSプレミアムにて、土山しげる原作のグルメ時代劇ドラマの第2弾『幕末グルメ ブシメシ!2』（瀬戸康史主演、草刈正雄ほか共演）を制作・放送開始（全7回、- 2月21日）[17]。
- 11日 - 読売テレビ・日本テレビ系「木曜ドラマF」1月期作品として、乾くるみ原作の『リピート〜運命を変える10か月〜』（貫地谷しほり主演）を放送開始（ - 3月16日）[18]。
- 12日 - TBS系「金曜ドラマ」1月期作品として、石原さとみ主演の『アンナチュラル』を放送開始。共演に井浦新、窪田正孝、市川実日子、松重豊ら（ - 3月16日）[19]。
- 13日 - 日本テレビ系「土曜ドラマ」1月期作品として、山田涼介（Hey! Say! JUMP）主演の『もみ消して冬〜わが家の問題なかったことに〜』を放送開始。共演は波瑠、小澤征悦、中村梅雀ほか（ - 3月17日）[20]。
- 14日
  - （13日深夜） テレビ東京系「土曜ドラマ24」1月期作品として、桂正和の漫画を原作とする『電影少女〜VIDEO GIRL AI 2018〜』を放送開始。主人公「弄内翔」役には野村周平[21]、ヒロインである「ビデオガール・天野アイ」役は女性アイドルグループ・乃木坂46のメンバー、西野七瀬がそれぞれ扮する（ - 4月1日）[22]。
  - TBS系「日曜劇場」1月期作品として、2016年4月期に放送され人気を博した松本潤（嵐）主演の刑事ドラマ『99.9-刑事専門弁護士-』の第2シリーズとして『99.9-刑事専門弁護士- SEASON II』を放送開始。共演は香川照之らが続投するほか、新たなキャストに木村文乃（ - 3月18日）[23]。なお、同枠で長年提供スポンサーを務めてきた東芝（電気機器メーカー）[注 1]が同作品を最後に降板した[24]。
  - 【訃報】日本テレビ系『青春とはなんだ』（東宝・テアトルプロ制作、1965年）に教師役で出演し一躍人気者となり、同系『東京バイパス指令』（国際放映制作、1968年）、TBS系『Gメン'75』（東映制作、1975年）でそれぞれ刑事役を演じ、その他数々のドラマや映画に多数出演し、またラリードライバーとしても活躍した俳優の夏木陽介が、腎細胞がんのため東京都内の病院で死去（81歳没）。夏木の訃報は19日未明に公式ブログにて友人で冒険作家の山川健一の代筆という形で発表された[25][26]。
- 15日 - フジテレビ系「月9」1月期作品として、東村アキコの漫画を原作とする『海月姫』を放送開始。主演は芳根京子で、芳根はNHK朝ドラ『べっぴんさん』終了後初のドラマ主演となる（ - 3月19日）[27]。
- 16日 - TBS系「火曜ドラマ」1月期作品として、天堂きりんの漫画を原作とする『きみが心に棲みついた』（吉岡里帆主演）を放送開始。共演に桐谷健太、向井理ら（ - 3月20日）[28]。
- 18日
  - テレビ朝日系「木曜ドラマ」1月期作品として、木村拓哉主演の『BG〜身辺警護人〜』を放送開始（ - 3月15日）[29]。
  - フジテレビ系「木曜劇場」1月期作品として、深田恭子と松山ケンイチが夫婦役で主演する『隣の家族は青く見える』を放送開始（ - 3月22日）[30]。
- 19日
  - テレビ東京系
    - （18日深夜）「木ドラ25」1月期作品として、「マンガワン」に連載の漫画（ONE作）を原作とする『モブサイコ100』を放送開始[31]。主人公「影山茂夫」役は濱田龍臣で、主人公の幼馴染である「ツボミちゃん」役には与田祐希（乃木坂46）、師匠である「霊幻新隆」役には波岡一喜が扮する（ - 3月30日）[32]。
    - 「金曜8時のドラマ」1月期作品として、名取裕子&麻生祐未ダブル主演の刑事ドラマ『特命刑事 カクホの女』を放送開始（ - 3月9日）[33][注 2]。
- 20日 - テレビ朝日系「土曜ナイトドラマ」1月期作品として、井沢満脚本、市原隼人主演の恋愛ドラマ『明日の君がもっと好き』を放送開始。共演は伊藤歩ら（ - 3月10日）[34][35]。
- 24日・31日 - テレビ朝日系の刑事ドラマ『相棒 season16』がシリーズ放送300回（31日、第14話）を記念して、2週にわたり「300回記念スペシャル」を前後編でいずれも15分後拡大として放送した（21時 - 22時9分）。ゲストとして津川雅彦、高橋惠子、木村佳乃、矢野聖人らが出演した[36]。
- 26日 - テレビ朝日系「金曜ナイトドラマ」1月期作品として、こやまゆかり作の人気漫画を原作とする『ホリデイラブ』を放送開始。脚本は渡辺千穂、主演は仲里依紗（ - 3月16日）[37]。
- 27日
  - 【訃報】東映で時代劇映画を中心にメガホンを執り、テレビでは『それからの武蔵』（テレビ東京新春時代劇、1981年）の演出を手掛けた映画監督の沢島忠（別名：沢島正継）がこの日早朝死去（91歳没）[38]。
  - 【訃報】円谷プロダクション元社員としてウルトラシリーズの制作に関わり、TBS系で放送された特撮ドラマ『怪奇大作戦』（1968年『タケダアワー』枠）や同じく『ウルトラマンA』（1972年）のプロデューサーを務め、国際放映移籍後は堺正章主演の『西遊記』（1978年、日本テレビ）のプロデューサーを務めた熊谷健が、脳出血のため死去（80歳没）[39]。

### 2月
- 3日 - 東海テレビ制作・フジテレビ系「オトナの土ドラ」枠にて、滝沢秀明主演の『家族の旅路 家族を殺された男と殺した男』を放送開始（全8回、- 3月24日）。
- 7日 - テレビ東京系水曜22時枠（21時54分 - 22時48分）にて、2017年1月期に「ドラマ24」枠で放送され好評を博した『バイプレイヤーズ』の続編的作品『バイプレイヤーズ 〜もしも名脇役がテレ東朝ドラで無人島生活したら〜』を放送（全5回、 - 3月7日）。なお、同作に出演していた大杉漣が21日（第3話放送日）に死去したが[40]、同ドラマは全話予定通り放送され[41]、最終回では共演陣（遠藤憲一、松重豊ほか）が海に向かって「漣さん!ありがとう」と感謝を叫ぶシーンで幕を下ろした（最終回平均視聴率は4.5%（関東地区・世帯・リアルタイム）を記録）[42]。
- 9日 - 1979年から2010年までテレビ朝日系『土曜ワイド劇場』枠で放送された刑事ドラマシリーズ『京都殺人案内』（原作：和久峻三[注 3]）がフジテレビに放送権が移行。この日の同系『金曜プレミアム』枠（19時57分 - 21時49分）で『ミステリードラマスペシャル 新 京都殺人案内』（制作：フジテレビ・松竹）として放送[43]。主役の音川音次郎役には前シリーズまでの藤田まこと（2010年没）から橋爪功に交代し、本上まなみ、風間俊介などが出演した[43]。
- 10日 - 【訃報】日活所属の俳優として『東京流れ者』など数々の映画に出演し、テレビドラマでは『雨の中に消えて』（1966年・日本テレビ）、『あひるの学校』（1968年・NHK）などに出演した俳優の川地民夫が、脳梗塞のため死去（79歳没）[44]。
- 11日 - 【特撮】テレビ朝日系日曜9時30分枠、東映製作の老舗特撮シリーズ『スーパー戦隊シリーズ』第42作目として、史上初のダブル戦隊となる『快盗戦隊ルパンレンジャーVS警察戦隊パトレンジャー』を放送開始（ - 2019年2月10日）。
- 17日 - フジテレビ系にて、柴田錬三郎の豪剣小説を原作とする時代劇『眠狂四郎』を、田村正和主演でスペシャルドラマ『眠狂四郎 The Final』（フジテレビ・東映制作）として『土曜プレミアム』（21時 - 23時10分）にて放送。田村は1972年版（関西テレビ・東映制作）以来44年ぶりに眠狂四郎役を演じ[45]、共演に吉岡里帆、椎名桔平、八嶋智人、津川雅彦、名取裕子が出演した[46]。
- 19日 -【訃報】テレビ朝日系の刑事ドラマ『はぐれ刑事純情派』、TBS系日曜劇場『サラリーマン金太郎』などに出演した俳優の大家仁志が、大腸癌のため死去（53歳没）[47]。
- 21日 - 【訃報】北野武監督映画をはじめとして、数々のテレビドラマ・映画・舞台公演に出演し、名脇役として知られた俳優の大杉漣がこの日早朝、急性心不全のため死去（66歳没）[48]。当時はテレビ東京系『バイプレイヤーズ 〜もしも名脇役がテレ東朝ドラで無人島生活したら〜』や、テレビ朝日系『相棒』などに出演中だった。テレビ東京は、同日の『バイプレイヤーズ』第3話については予定通り放送、第4話以降も検討中だったが、予定通り最終回（第5話、3月7日）まで放送された。大杉は日本テレビ系の4月期水曜ドラマ『正義のセ』に地検支部長「梅宮譲」役で出演予定だったが、代わりに寺脇康文が演じる[49]（→こちらも参照）。
- 24日 - 【訃報】『非情のライセンス』（東映製作、NET〈現・テレビ朝日系）の右田一平刑事役を始め、TBS系『時間ですよ』『寺内貫太郎一家』『ムー』などの久世光彦ドラマや、日本テレビ系『監察医・室生亜季子』の浜田五郎刑事役など、数々のテレビドラマ・映画に出演、名脇役として知られた俳優の左とん平が、心不全のため死去（80歳没）[50]。

### 3月
- 1日 - 【訃報】1997年にギャガ・コミュニケーション・円谷映像製作、佐伯日菜子主演によりドラマ化され、テレビ東京ほかで深夜枠にて放送された『エコエコアザラク』（秋田書店刊）の原作者である漫画家の古賀新一が死去（81歳没）[51]。訃報は16日、秋田書店より公表された[51]。
- 12日・13日 - 名古屋テレビ放送（メ〜テレ）にて12日、同局制作のドラマ『名古屋行き最終列車』シリーズに出演していた大杉漣（2月21日没）の追悼特別ドラマ『大杉漣さん追悼 メ〜テレドラマ 名古屋行き最終列車〜あるラーメン屋の主人の物語〜』を放送（14時 - 15時23分、東海3県ローカル）。また、13日（12日深夜）には大杉出演の最終エピソードとなる『名古屋行き最終列車2018』第9話を放送した[52][53]。
- 13日 - 【訃報】『浅見光彦シリーズ』（TBS系・フジテレビ系[注 4]）や『信濃のコロンボシリーズ』（TBS系ほか）など、各局で放送されている2時間ドラマの原作者として知られる推理小説作家の内田康夫が、敗血症のため死去（83歳没）[54]。
- 21日 - NHK総合にて、阿部寛と香川照之のダブル主演による刑事ドラマ（2016年10月 - 12月放送）のスペシャル版『スニッファー 嗅覚捜査官スペシャル』を放送（22時 - 23時13分）[55]。
- 23日・30日 - テレビ朝日系にて、中山七里の推理小説を原作とし、岡田結実（モデル、タレント）がドラマ初出演にして主演を飾るスペシャルドラマ『静おばあちゃんにおまかせ』を放送（23時15分 - 翌0時15分）[56]。
- 24日・25日 - テレビ朝日系にて2夜連続で推理スペシャルドラマ『アガサ・クリスティ 二夜連続ドラマスペシャル』（両日とも21時 - 23時10分）を放送。第1夜（24日）は『パディントン発4時50分〜寝台特急殺人事件〜』（主演：天海祐希）、第2夜（25日）は『大女優殺人事件〜鏡は横にひび割れて〜』（主演：沢村一樹）をそれぞれ放送した。
- 25日 - テレビ朝日系日曜昼前枠の2時間ドラマ枠『日曜ワイド』（2017年4月9日 -、日曜 10時 - 11時50分）が終了、僅か1年で幕[57]。最終作品は萩原健一原案・主演の『明日への誓い』を放送[58]。
- 26日（25日深夜、毎日放送）・28日（27日深夜、TBS） - 毎日放送制作・TBSほか「ドラマイズム」枠にて、漫画2作品を原作としたドラマを1枠で放送する2本立てドラマ『わたしに××しなさい! / 兄友』を放送開始。前者は玉城ティナと小関裕太がダブル主演、後者は横浜流星が主演を務める（ - 4月16日・18日）[59]。
- 27日 - 女優のミムラが、この日付で芸名を『美村里江』に改めることを表明[60]。
- 29日 - フジテレビ系にて、内田康夫の推理小説をドラマ化し、これまで『金曜エンタテイメント（現：金曜プレミアム）』枠などで放送されてきた人気推理ドラマ『浅見光彦シリーズ』の第53作となる『浅見光彦殺人事件』を「ミステリードラマSP」として放送（20時 - 21時54分）。なお、同作をもって、シリーズ第15作『金沢殺人事件』（2003年2月28日放送）から約15年間・39作・40話[注 5]に亘り主人公「浅見光彦」役を務めた中村俊介が勇退、また浅見の母親「浅見雪江」役を演じ、前年6月に死去した野際陽子が登場する最後の作品ともなった（野際は撮影前に死去したため、過去の映像を編集したものを使用）[61][62]。なお、原作者である内田が13日に83歳で逝去（上述）したため、番組冒頭に内田を追悼するテロップが表示された。
- 30日 - テレビ東京系にて「春の開局記念ドラマ」として、本城雅人のサスペンス小説『ミッドナイト・ジャーナル』を原作とし、新聞社を舞台としたサスペンスドラマ『ミッドナイト・ジャーナル 消えた誘拐犯を追え!七年目の真実』（竹野内豊主演）を放送[63]。竹野内は同局系でのドラマは同作が初出演となる[63][64]。
- 31日 - NHK連続テレビ小説『わろてんか』（大阪局制作、全151話）が最終回を放送。最終回の視聴率は20.5%（ビデオリサーチ調べ、関東地区・世帯・リアルタイム。以下略）を記録。なお、全151回の平均視聴率は20.1%を記録した[65]。

### 4月
- 1日
  - NHK大河ドラマ『西郷どん』は、ドラマ本編を休止して、特番として『「西郷どん」スペシャル 〜西郷どんと斉彬 密着120日〜』を放送。主人公・西郷隆盛役の鈴木亮平と、島津斉彬役の渡辺謙の対談や、ドラマ撮影に密着したドキュメントなど[66]。
  - NHK BSプレミアムにて、中澤日菜子の小説を原作とするドラマ『PTAグランパ!』（松平健主演）の新シリーズ開始を翌週に控え、第1シリーズ（2017年4月2日 - 5月18日、全8話）の総集編を放送（22時 - 23時28分）[67]
- 2日
  - NHK連続テレビ小説第98作『半分、青い。』（主演：永野芽郁[68]）を放送開始（ - 9月29日）[69]。
  - TBS系にてドラマ特別企画として、岩木一麻の医療ミステリー小説を原作とする『がん消滅の罠〜完全寛解の謎〜』を放送（20時 - 23時7分、187分）。主演は唐沢寿明、共演に渡部篤郎、及川光博ら[70]。
  - 数多くのNHK大河ドラマ、TBS系『東京警備指令 ザ・ガードマン』、テレビ朝日系『暴れん坊将軍』などテレビドラマでも活躍した、舞台俳優の内田稔が、肺炎のため死去（91歳没）[71]。
- 3日
  - 北海道地区で長らくラジオパーソナリティ・司会者として活動し、『特別機動捜査隊』（NET・東映）、『新書太閤記』（NET）、『元禄太平記』（1975年度NHK大河ドラマ）などにも出演した日高晤郎（俳優・声優・タレント）がこの日午前、悪性腫瘍（脂肪肉腫）のため札幌市内の病院で死去（74歳没）[72][73]。
  - 第36回向田邦子賞の選考委員会が開かれ、受賞作に2017年4月から6月に読売テレビ制作・日本テレビ系で放送されたバカリズム原作・脚本・主演の『架空OL日記』を選出した[74]。
- 5日 - 読売テレビ制作・日本テレビ系「木曜ドラマF」4月期作品として、天沢アキの漫画（「Kiss」連載）を原作とする恋愛ドラマ『ラブリラン』を放送開始。主演は中村アン、共演に古川雄輝、大谷亮平ら（ - 6月8日）[75]。
- 7日
  - テレビ東京系（6日深夜）
    - 「ドラマ24」枠（0時12分 - 0時52分、金曜深夜）で、松重豊主演のグルメドラマシリーズの第7作目となる『孤独のグルメ Season7』を開始（ - 6月30日）[76]。
    - 「ドラマ25」枠（0時52分 - 1時23分、金曜深夜）で、新井英樹の漫画を原作とするドラマ『宮本から君へ』を開始。主人公の営業マン「宮本浩」役は池松壮亮、主題歌はロックバンド、エレファントカシマシが担当する（ - 6月30日）[77]。

  - NHK総合が土曜23時30分 - 日曜0時枠に深夜ドラマ枠「よるドラ」を新設、第1作として、田口トモロヲ主演の『植物男子ベランダー season3』を放送開始（全13話、 - 8月4日）。
  - 東海テレビ制作・フジテレビ系「オトナの土ドラ」4月期作品として、藤岡陽子作の同名小説をドラマ化した『いつまでも白い羽根』（新川優愛主演）を放送開始（ - 5月26日）[78]。
- 8日
  - 朝日放送テレビ制作・テレビ朝日ほか一部同系列局でも放送のドラマ枠『ドラマL』（朝日放送テレビ〈制作局〉…毎週日曜23時35分 - 翌0時5分・テレビ朝日…毎週日曜2時30分 - 3時〈制作局より同日先行ネット、土曜深夜〉）を新設。第1弾として、『プリキュアシリーズ』（東映アニメーション制作）とコラボしたドラマ『声ガール!』を放送開始。主演は2017年2月 - 2018年1月放送の『キラキラ☆プリキュアアラモード』でメインキャスト・有栖川ひまり / キュアカスタード役を担当した福原遥[79]。これに伴い、朝日放送テレビにおける『関ジャム 完全燃SHOW』（テレビ朝日）は再度遅れネットに復し、4月9日（テレビ朝日同月8日放送分）から月曜1時55分 - 終了時刻未定に変更（ - 6月10日）。
  - テレビ朝日系日曜21時・22時枠にて、2時間超の単発特別番組新枠『日曜プライム』（日曜21時 - 23時5分）を開始。第1弾は赤川次郎の同名小説を原作とするスペシャルドラマ『探偵物語』（主演：斎藤工、二階堂ふみ）[80][81]。
  - NHK BSプレミアム「プレミアムドラマ」枠にて、松平健主演の『PTAグランパ2!』を放送開始（全8回、 - 5月27日）。
- 9日 - フジテレビ系「月9」4月期作品として、長澤まさみ主演の『コンフィデンスマンJP』を放送開始。長澤は2007年4月期の『プロポーズ大作戦』以来11年ぶりの月9主演となる（ - 6月11日）[82]。
- 10日
  - NHK総合にて、2011年後期に放送された連続テレビ小説『カーネーション』（大阪局制作、尾野真千子主演）を、平日16時台にて毎日2話再放送（16時20分 - 16時35分・16時35分 - 16時50分）[83]。なお、当初は9日からの予定だったが、国会中継のため1日順延となった。
  - 関西テレビ制作・フジテレビ系「火9」4月期作品として、韓国で放映されたドラマの日本版リメイクとなる刑事ドラマ『シグナル 長期未解決事件捜査班』を放送開始。脚本は尾崎将也が担当し、主演は坂口健太郎で、同作が連続ドラマ初主演となる（ - 6月12日）[84][85]。
- 11日
  - テレビ朝日系「水曜21時刑事ドラマ」枠は、2017年まで4月期のドラマとして渡瀬恒彦主演で放送されたシリーズドラマ『警視庁捜査一課9係』が内容をリニューアルし、井ノ原快彦（V6/20th Century）主演で『特捜9』（とくそうナイン）と題名も改めて放送開始[86]。前作までのレギュラー羽田美智子、津田寛治に、前年3月に死去した渡瀬の後継の班長役は寺尾聰が演じる[86]（ - 6月13日）。
  - 日本テレビ系「水曜ドラマ」4月期作品として、阿川佐和子の小説を原作とする検察ドラマ『正義のセ』（吉高由里子主演）を放送開始。吉高は2017年1月期の『東京タラレバ娘』以来1年ぶりの同枠主演となる（ - 6月13日）[87]。
- 12日 - テレビ朝日系「木曜ミステリー」4月期作品として、内藤剛志主演のシリーズ刑事ドラマ『警視庁・捜査一課長season3』を放送開始。新シリーズから安達祐実、漫才コンビ・ナイツの塙宣之が新たに加わる。なお内藤と安達は1995年の日本テレビ系土曜ドラマ『家なき子2』（安達主演）以来23年ぶりの共演となる[88]（ - 6月14日）。
- 13日
  - TBS系「金曜ドラマ」4月期作品として、山本文緒の小説を原作とする群像ドラマ『あなたには帰る家がある』を放送開始。主演は中谷美紀で、共演に玉木宏、ユースケ・サンタマリア、木村多江ら（ - 6月22日）[89][90]。
  - テレビ東京系「金曜8時のドラマ」4月期作品として、執事 西園寺の名推理を放送開始（ - 6月8日）。
- 14日
  - 日本テレビ系「土曜ドラマ」4月期作品として、菜々緒主演の『Missデビル 人事の悪魔・椿眞子』を放送開始（ - 6月16日）[91]。
  - フジテレビ系にて、アガサ・クリスティの長編推理小説『アクロイド殺し』を原作に、三谷幸喜の脚本により日本初の映像化となるスペシャルドラマ『黒井戸殺し』を放送（20時 - 23時10分。19時57分 - 20時にみどころ枠を別途放送）。主演は野村萬斎で、前作『オリエント急行殺人事件』（2015年1月）に続き、事件を追う探偵「勝呂武尊」役を演じる。共演は大泉洋ら[92]。
- 15日 - 日本テレビ系「日曜ドラマ」4月期作品として、岩田剛典（三代目 J Soul Brothers from EXILE TRIBE、EXILE）主演、共演に戸田恵梨香の『崖っぷちホテル!』を放送開始（ - 6月17日）[93]。
- 16日） - テレビ東京系の月曜22時枠（22時 - 22時54分）に新たなドラマ枠として、経済ドラマ専門の「ドラマBiz」を新設[94]、第1作として『ヘッドハンター』を放送開始[95][94]。主演は同局ドラマ初出演となる江口洋介で、共演に小池栄子、杉本哲太ら（ - 6月4日）。
- 17日 - TBS系「火曜ドラマ」4月期作品として、神尾葉子の漫画を原作とする恋愛ドラマ『花のち晴れ〜花男 Next Season〜』を放送開始。主演は杉咲花で、本作が初の連続ドラマ主演となる。共演に平野紫耀（King & Prince）、中川大志ら（ - 6月26日）[96]。先述のように、本作から「火曜ドラマ」の終了時刻を従前の22時54分から23時7分に繰り下げ、枠拡大する。
- 19日
  - テレビ朝日系「木曜ドラマ」4月期作品として、波瑠・鈴木京香ダブル主演の刑事ドラマ『未解決の女 警視庁文書捜査官』放送開始（ - 6月7日）[97]。
  - フジテレビ系「木曜劇場」4月期作品として、ディーン・フジオカ主演の復讐をテーマにしたドラマ『モンテ・クリスト伯 -華麗なる復讐-』を放送開始。ディーンは同作が連続ドラマ単独初主演となる（ - 6月14日）[98]。
- 20日
  - （19日深夜）テレビ東京「木ドラ25」4月期作品として、岩城宏士のアウトロー漫画を原作とするドラマ『スモーキング』を放送開始[99]（ - 7月6日）。
  - テレビ朝日系「金曜ナイトドラマ」4月期作品として、2016年10月期に放送され好評を博した、松岡昌宏が女装家政夫「三田園薫」役で主演する『家政夫のミタゾノ』第2シリーズを放送開始[100]。なお、新シリーズから松岡のパートナーとなる新人家政婦役として剛力彩芽が共演する（ - 6月8日）[101]。
- 21日
  - NHK総合「土曜ドラマ」枠にて、神木隆之介が弁護士役で主演する学園ドラマ『やけに弁の立つ弁護士が学校でほえる』を放送開始（全6回、 - 5月26日）[102]。
  - テレビ朝日系「土曜ナイトドラマ」4月期作品として、田中圭主演で、"ヒロイン"に吉田鋼太郎を迎えての異色恋愛ドラマ『おっさんずラブ』を放送開始（ - 6月2日）[103][104]。なお、本作品から『土曜ナイトドラマ』の放送時間を23時15分 - 翌0時5分に繰り下げ・短縮する。
  - NHK平成29年度後期連続テレビ小説『わろてんか』（大阪局制作）のスピンオフドラマ『ラブ&マンザイ〜LOVE and MANZAI』を20時からNHK BSプレミアムにて放送。
- 22日 - TBS系「日曜劇場」4月期作品として、海堂尊の漫画を原作とする医療ドラマ『ブラックペアン』を放送開始。二宮和也（嵐）が初めて外科医役で主演（ - 6月24日）[105]。
- 23日(22日深夜)・25日(24日深夜) - 毎日放送制作・TBSほか「ドラマイズム」枠4月期作品として、吉田貴司作の漫画をドラマ化した『やれたかも委員会』を放送開始。佐藤二朗、山田孝之、白石麻衣（乃木坂46）のトリプル主演[106]。
- 24日（23日深夜） - 日本テレビの深夜ドラマ枠「シンドラ」（火曜0時59分 - 1時29分、月曜深夜）4月期作品として、Kis-My-Ft2（ジャニーズ事務所所属）のメンバー横尾渉、宮田俊哉、二階堂高嗣、千賀健永の4名（舞祭組としても活動）が主演の『○○な人の末路』を放送開始（ - 7月17日）[107]。
- 27日 - 宝塚歌劇団出身で、1963年度NHK大河ドラマ第1作『花の生涯』で唐人お吉を演じ、数々のテレビドラマに出演するなど歌手・俳優・司会者とマルチスターとして活躍した朝丘雪路が、アルツハイマー型認知症のため死去（82歳没）[108]。なお朝丘の訃報は5月19日に公表された[108]。
- 30日 - TBS系の時代劇『水戸黄門』[注 6]の主題歌「あゝ人生に涙あり」や、テレビ朝日系の刑事ドラマ『特捜最前線』（東映製作）主題歌「私だけの十字架」（ファウスト・チリアーノ）、TBS系『泣いてたまるか』（渥美清版）など数々のテレビドラマ劇伴音楽担当などを務めた作曲家の木下忠司が、老衰のため死去（102歳没）[109]。

### 5月
- 2日
  - 【訃報】 『太陽にほえろ!』、『傷だらけの天使』（いずれも日本テレビ系、東宝制作）、『悪魔のようなあいつ』（TBS系）などのテーマ音楽（サウンドトラック）演奏を担当した井上堯之バンドのリーダーを務め、ザ・スパイダース、PYGでギタリストとして活動し、ソン・フィルトル[注 7]のメンバーとしても第50回NHK紅白歌合戦（1999年）に出演した、ギタリストでバンドマスターの井上堯之が死去（77歳没）[110]。
  - 【訃報】 『非情のライセンス』（NET〈現・テレビ朝日〉）、『人形佐七捕物帳』（NHK総合）など、1960年代から1980年代にかけて数々の作品の脚本を手掛けた脚本家の岡田光治が、横行結腸がんのため死去（85歳没）[111]。
  - 【訃報】 円谷プロダクション制作の特撮テレビ映画『ウルトラセブン』（TBS）、『ミラーマン』（フジテレビ）などでナレーションを担当し、若い頃には俳優としても『若い人』（1956年、ラジオ東京テレビ）への出演経験もある俳優・声優・ナレーターの浦野光がこの日死去（86歳没）[112]。浦野の訃報は9月に発売された映画特撮ムック本『別冊映画秘宝 特撮秘宝』Vol.8にて映画監督の河崎実が追悼文を寄せたことにより明らかにされた[112]。
  - TBS系日曜劇場『ブラックペアン』の描写の内容が事実と大きく異なるとして、日本臨床薬理学会がTBSに対して送付する抗議文の内容を同会Facebookアカウント上で公表[113]。その後5月30日に行われた同局の定例社長会見で取締役の伊佐野英樹は「基本的にはフィクションであり、現在先方（学会）とお話している最中である」とコメントした[114]。
- 4日 - 日本テレビ系にて、赤塚不二夫（漫画家、2008年没）原作の漫画で4度アニメ化され、同局系『金曜ロードSHOW!・ドラマ特別企画』として過去2回スペシャルドラマ化された『天才バカボン』のドラマ第3作を放送（21時 - 22時54分）[注 8]。「バカボンのパパ」役・上田晋也（くりぃむしちゅー）、「バカボンのママ」役・松下奈緒らおなじみのメンバーに加え、ゲストとして「バカ田大学」教授役で西田敏行が出演した[115]。
- 7日 - NHK Eテレでは、この日から月 - 木曜18時55分 - 19時17分枠にて海外ドラマ『100 オトナになったらできないこと』を再放送[注 9]。
- 9日 - 第9回ジュノン・スーパーボーイ・コンテスト（1996年）準グランプリを受賞し、NHK連続テレビ小説『てるてる家族』（2003年度後期）や大河ドラマ『風林火山』（2007年）、テレビ朝日系の平成仮面ライダーシリーズ『仮面ライダー555』（2003年）など、数々のドラマや映画・舞台に出演した俳優の松尾敏伸が、覚醒剤取締法違反の疑いで警視庁原宿警察署に逮捕された[117]。
- 12日 - フジテレビ系「土曜プレミアム」にて、定番のホラードラマシリーズ『世にも奇妙な物語'18 春の特別篇』を放送。なお、この回の一話である「城後波駅」（出演：岡田義徳ほか）に特別ゲストとして、同局で長年放送された子供番組『ポンキッキシリーズ』のキャラクターとして親しまれたガチャピン・ムックが、シリーズ番組終了後初めてテレビ出演[118][注 10]。
- 16日
  - 1970年代に郷ひろみ・野口五郎とともに「新御三家」として人気を博し、『傷だらけのローラ』（1974年）『YOUNG MAN (Y.M.C.A.)』（1979年）などの大ヒット曲で知られ、俳優としてもTBS系『寺内貫太郎一家』（1974年）『あこがれ共同隊』（1975年）[注 11]など数多くのドラマに出演した歌手の西城秀樹がこの日夜、急性心不全のため死去（63歳没）[119]。
  - 1960年代の東宝映画『若大将シリーズ』で主演の加山雄三の相手役（初代マドンナ）を務めたことで知られ、また『風の中のあいつ』（1973年、TBS系）を始めとする数々のテレビドラマにも出演した女優の星由里子が、肺がんのため死去（74歳没）[120]。
- 19日 - NHK総合「土曜時代ドラマ」枠の新作として、辻堂魁原作の『そろばん侍 風の市兵衛』（向井理主演）を放送開始（全9回、 - 7月21日）[121]。
- 26日
  - NHKは2月21日に死去した大杉漣と、5月16日に死去した西城秀樹をそれぞれ偲び、2人が出演したドラマ『ホシに願いを』を、BSプレミアムにて13時30分 - 14時45分に再放送した[122]。
  - 『下天は夢か』などの歴史小説で知られ、NHKで2011年に制作されたテレビ時代劇『塚原卜伝』の原作者でもあった小説家の津本陽が、誤嚥性肺炎のため死去（89歳没）[123]。

### 6月
- 2日 - 東海テレビ制作・フジテレビ系「オトナの土ドラ」枠にて、佐野史郎主演の『限界団地』を放送開始。佐野は63歳にして、同作で連続ドラマ初主演となる（ - 7月28日）[124][125][126]。
- 3日 - NHK BSプレミアム「プレミアムドラマ」枠にて、2015年に放送され好評を得た大竹しのぶ・室井滋ダブル主演のドラマ第2作となる『アイアングランマ2』を放送開始（全6回、 - 7月8日）[127]。
- 8日 - NHK Eテレにて、アメリカで公開された同名映画をテレビドラマ化し、2016年から同国で放送されている『スクール・オブ・ロック』を日本初、日本語吹き替え版で放送開始（金曜19時25分 - 19時55分枠）。声の出演に佐倉綾音、雨宮天ら[128]。
- 18日
  - 7時58分に大阪府北部で震度6弱の強い地震が発生、NHK総合ではこの日予定の『連続テレビ小説「半分、青い。」（第12週・67回）』が放送直前に休止となり[注 12]、昼の再放送もニュース拡大のため休止となった。これにより『半分、青い。（第12週）』は翌19日に67・68回を朝・昼ともに2話連続（8時 - 8時15分・8時15分 - 8時30分、12時45分 - 13時・13時 - 13時15分）で放送する[129]。
  - 関西テレビ制作・フジテレビ系にて、岡田惠和脚本、高畑充希・草刈正雄ダブル主演によるドラマスペシャル『68歳の新入社員』を放送（21時 - 22時48分）[130]。
  - 【訃報】TBS系『ナショナル劇場 大岡越前』にて主役の大岡忠相を演じたことで知られ、数々の映画・テレビドラマに出演した加藤剛が死去（80歳没）。加藤の訃報は7月9日に公表された[131]。
- 26日 - 【訃報】TBS系『ナショナル劇場 水戸黄門』や東映『仁義なき戦いシリーズ』など主にテレビドラマ・映画で悪役として活躍した名和宏が、この日午前腎不全のため東京都内の病院で死去（85歳没）[132]。
- 30日 - NHK総合「土曜ドラマ」枠の新作として、赤塚不二夫の没後10年を記念し、赤塚の長女・赤塚りえ子のエッセイを原作とするホームドラマ『バカボンのパパよりバカなパパ』を放送開始（全5話、 - 7月28日）。主人公の赤塚役は玉山鉄二が演じる[133]。

### 7月
- 2日 - テレビ東京系にて、松本清張（小説家、1992年没）の遺作となったミステリー小説を初めて映像化した『犯罪の回送』をスペシャルドラマとして放送。主演は村上弘明、共演に鈴木保奈美、田中道子、陣内孝則ら[134]。
- 3日・10日・12日・17日(2・9・11・16日各深夜) - 日本テレビ（関東ローカル）で左記の火曜0時59分 - 1時29分・木曜1時9分 - 1時39分に、ジャニーズJr.のメンバー9名が出演する『Jr.選抜!標への道』を4週連続で放送。同番組ではかつて放送されたジャニーズJr.出演のオムニバスドラマ『熱血恋愛道』『怖い日曜日』で放送したエピソードから2 - 3話をリメイクし、『ゼロ 一獲千金ゲーム』（15日開始、下述）の主人公「宇海零」（加藤シゲアキ〈NEWS〉）のライバル「標」役のオーディションを実施[135]、東京B少年のメンバー佐藤龍我が「標」役に決定した。
- 5日・12日 - 読売テレビ制作・日本テレビ系「木曜ドラマF」枠にて、弘兼憲史作の漫画『会長島耕作』のスピンオフ作品をドラマ化し『島耕作シリーズ35周年企画 部長 風花凜子の恋 〜会長 島耕作 特別編〜』と題し、前後編2週にわたって放送。主人公「風花凜子」役はりょう[136]。なお、りょうが主演を務めるのは2011年放送のNHK『ビターシュガー』以来7年ぶりとなる[137]。
- 5日 - 朝日放送テレビ制作・テレビ朝日系『必殺シリーズ』など主に時代劇に多数出演していた女優の仁和令子がこの日、肝不全のため逝去していたことが8月21日に仁和のフェイスブックで夫であるシンガーソングライターの佐藤隆によって公表された（60歳没）[138]。
- 7日
  - 【特撮】テレビ東京系土曜9時 - 9時30分枠にて、円谷プロ制作の老舗特撮シリーズ『ウルトラシリーズ』の最新作『ウルトラマンR/B（ルーブ）』を放送開始。
  - 【編成】NHK総合では前日より西日本各地を襲った豪雨の関連報道により編成を大幅に変更、この日放送予定だった『連続テレビ小説「半分、青い。」総集編・前半』の放送を中止・延期とした[139]（後述の18日午前に変更）。また同日、土曜ドラマ『バカボンのパパよりバカなパパ』第2話を放送中に、千葉県でM6.0の地震が発生したためドラマを途中で中止、地震関連ニュースに差替えとなった（第2話は翌週7月14日に順延[140]し1週繰り下げ、7月28日までの予定は変更せず〈後述〉）。
  - 【訃報】1974年制作の特撮テレビ映画『スーパーロボット マッハバロン』（日本現代企画製作・日本テレビ系）の主演・嵐田陽役や、数々のテレビドラマ・映画に出演した俳優の下塚誠が癌のため死去（64歳没）[141]。
- 8日
  - （7日深夜）朝日放送テレビ「ドラマL」の新作として、山田杏奈主演のドラマ『幸色のワンルーム』を放送開始（ - 9月23日）[142]。なお、当初予定ではテレビ朝日でも通常編成時には制作局より同日先行ネットを予定していたが、番組開始前に番販ネット取りやめを決定した[143]。
  - NHK大河ドラマ『西郷どん』は、ドラマ本編を休止して、特番第2弾（第1弾は4月1日放送。→こちらも参照）として『「西郷どん」スペシャル第2弾 〜いざ革命へ!西郷と4人の男たち〜』を放送。番組MCは後藤輝基（漫才師、フットボールアワー）と横山裕（関ジャニ∞）、歴史研究家の磯田道史をスペシャルMCに、主人公・西郷隆盛と出会う4人の男たちの実像に迫る。ゲストは、近藤春菜（お笑いタレント、ハリセンボン）、江川達也（漫画家）、厚切りジェイソン（お笑いタレント）、山崎怜奈（乃木坂46）[144]。
- 9日 - フジテレビ系「月9」7月期作品として、『絶対零度』シリーズ[注 13]第3作となる『絶対零度〜未然犯罪潜入捜査〜』を放送開始。新たな主人公「井沢範人」役は沢村一樹で、前作まで「桜木泉」役で主演した上戸彩は今作は共演に回る（ - 9月10日）[145]。
- 10日 - TBS系「火曜ドラマ」7月期作品として、桜沢鈴原作の4コマ漫画を原作とする『義母と娘のブルース』を放送開始。主演は綾瀬はるかで、共演は竹野内豊ほか（ - 9月18日）[146]。
- 11日
  - 日本テレビ系「水曜ドラマ」7月期作品として、野島伸司脚本の『高嶺の花』を放送開始。主演は石原さとみで、共演に峯田和伸ら（ - 9月12日）[147]（初回は10分拡大）。
  - テレビ朝日系水曜21時枠にて、東山紀之主演のシリーズ刑事ドラマ『刑事7人（第4シーズン）』を放送開始（ - 9月12日）。
  - BS日テレでは、7月2日に逝去した桂歌丸（落語家）の追悼番組として、『BS笑点ドラマスペシャル 桂歌丸』（主演：尾上松也、2017年10月9日放送）を、20時 - 21時54分枠にて再放送した[148]。
- 12日
  - テレビ朝日系「木曜ミステリー」枠にて、上川隆也主演のシリーズ刑事ドラマ『遺留捜査（第5シーズン）』を放送開始（ - 9月12日）。
  - フジテレビ系「木曜劇場」7月期作品として、山﨑賢人主演の医療ドラマ『グッド・ドクター』を放送開始（ - 9月12日）[149]。
- 13日 - TBS系「金曜ドラマ」7月期作品として、チアリーディングを題材にした青春ドラマ『チア☆ダン』を放送開始。主演は土屋太鳳で、共演に石井杏奈、オダギリジョーらのほか、映画版に主演した広瀬すずが特別出演（ - 9月14日）。
- 14日
  - テレビ東京系（13日深夜）
    - 「ドラマ24」7月期作品として、日野草の小説をドラマ化した『GIVER 復讐の贈与者』を放送開始。「復讐代行」をテーマにした作品で、小林勇貴監督、主人公「義波」役は吉沢亮（ - 9月29日）[150][151]。
    - 「ドラマ25」7月期作品として、三田紀房の漫画を原作とする『インベスターZ』を放送開始。主演は清水尋也で[152]、共演に早見あかり、柾木玲弥、柳美稀ら（ - 9月29日）[153]。

  - 日本テレビ系「土曜ドラマ」7月期作品として、大橋弘祐の小説を原作とした恋愛コメディドラマ『サバイバル・ウェディング』を放送開始。主演は波瑠で、共演に伊勢谷友介ら[154]（ - 9月22日、初回は15分拡大）。
  - BSジャパン「連続ドラマJ」7月期作品として、土山しげるの漫画を原作としたグルメドラマ『極道めし』を放送開始。主演は柳沢慎吾で、共演に福士誠治ら[155]。
  - 【訃報】松竹専属でデビューして小津安二郎監督作品に出演、テレビドラマでは『刑事さん』（1967年、NETテレビ）を始めとする出演作も多かった俳優の三上真一郎がこの日、誤嚥性肺炎のため死去（77歳）[156]。なお、彼の訃報は11月16日に明らかにされた[156]。
- 15日
  - 日本テレビ系「日曜ドラマ」7月期作品として、福本伸行作の漫画『賭博覇王伝 零』を原作とするギャンブルドラマ『ゼロ 一獲千金ゲーム』を放送開始。主人公「宇海零」役はNEWSのメンバー・加藤シゲアキ（ - 9月16日、初回は30分拡大）[157]。なお、他のNEWSメンバーの友情出演も決定しているが、加藤が6月7日発売の週刊誌で未成年との飲酒に同席した一件が報道されジャニーズ事務所から厳重注意を受けたものの、加藤の主演について変更はなく、同じくメンバーであり飲酒報道の件で活動自粛中の小山慶一郎の出演について同局は「検討中」としている[158]。
  - TBS系「日曜劇場」7月期作品として、こうの史代作の漫画を原作とする『この世界の片隅に』を放送開始。松本穂香と松坂桃李が夫婦役でダブル主演（ - 9月16日）[159]。
  - NHK BSプレミアム「プレミアムドラマ」枠で、観月ありさと田辺誠一のダブル主演による推理ドラマ『捜査会議はリビングで!』を放送開始（全8回、 - 9月2日）[160]。
  - NHK大河ドラマ『国盗り物語』（1973年）『草燃える』（1979年）、フジテレビ系『白い巨塔（1978年田宮二郎主演版）』、日本テレビ系土曜ドラマ『家なき子2』（1995年）など数々のドラマ作品に出演した女優の生田悦子が、虚血性心不全のため死去（71歳没）。訃報は17日、所属事務所が公式ホームページで公表した[161][162]。
- 16日 - テレビ東京系「ドラマBiz」第2弾となる7月期作品として、江上剛原作の『ラストチャンス 再生請負人』を放送開始。銀行を退職し外食チェーンの再建に取り組む主人公を仲村トオルが演じる（ - 9月3日）[163]。
- 17日 - 関西テレビ制作・フジテレビ系火曜9時枠の7月期作品として、柏木ハルコ作の漫画を原作とする社会派ドラマ『健康で文化的な最低限度の生活』を放送開始。吉岡里帆が主演、共演に遠藤憲一、井浦新、田中圭ら（ - 9月18日）[164]。
- 18日
  - NHK総合にて『連続テレビ小説「半分、青い。」総集編・前半』を午前（17日深夜）1時30分 - 3時に放送（28日16時30分 - 18時に再放送のほか、BSプレミアムでも29日13時30分 - 14時58分に放送）[165]。
  - 『文五捕物絵図』（NHK、1967年）や『五番目の刑事』（NETテレビ、1969年）など数々のテレビドラマに出演し、また『まんが日本昔ばなし』（1975年 - 1994年、毎日放送・TBS系）の語り手としても知られた俳優の常田富士男が、脳内出血のため東京都内の病院で死去（81歳没）[166][167]。
- 19日
  - ディレクターとして『文五捕物絵図』（1967年）、『天下御免』（1971年）などの演出を手掛け、プロデューサーとして『武蔵坊弁慶』（1986年）、『武田信玄』（1988年）の制作を手掛けた元日本放送協会職員の村上慧が、膵臓がんのため死去（79歳没）[168]。
  - テレビ朝日系「木曜ドラマ」7月期作品として、真山仁のシリーズ小説で、2007年にはNHK総合『土曜ドラマ』枠でドラマ化され、さらにその延長上で映画化された『ハゲタカ』を改めて（民放初）ドラマ化、放送開始。脚本は和泉聖治、主演は綾野剛（ - 9月6日）[169][170][171]。
  - 読売テレビ制作・日本テレビ系「木曜ドラマF」7月期作品として、井上真偽原作の異色の探偵ドラマ『探偵が早すぎる』を放送開始。主演は滝藤賢一、共演に広瀬アリス、水野美紀ほか（ - 9月20日）。
- 20日
  - NHK総合「ドラマ10」枠で、沖田×華作の漫画を原作とする『透明なゆりかご』を放送開始。脚本は安達奈緒子で、主演は清原果耶（全10回、 - 9月21日）[172]。
  - テレビ東京系「金曜8時のドラマ」7月期作品として、小泉孝太郎・松下由樹主演のシリーズ第3弾『警視庁ゼロ係〜生活安全課なんでも相談室〜THIRD SEASON』を放送開始（ - 9月14日）。
- 24日（23日深夜）
  - 日本テレビ「シンドラ」枠第5作として、真造圭伍作の漫画を原作とする『トーキョーエイリアンブラザーズ』を放送開始。伊野尾慧（Hey! Say! JUMP）と戸塚祥太（A.B.C-Z）が宇宙人兄弟役でダブル主演を務める（ - 9月下旬予定）[173]。
  - 名古屋テレビ（メ〜テレ）とabemaTVの共同制作ドラマ『星屑リベンジャーズ』が、メ〜テレにて0時55分から放送開始（ - 9月25日（24日深夜））。主演は新川優愛で、共演に光石研、清水尚弥、生駒里奈（元・乃木坂46）ら[174]。なお、本作品は7月23日23時からAbemaTVにて先行する形で配信が開始される[174]。
- 26日（25日深夜） - 日本テレビ木曜0時59分 - 1時29分（水曜深夜）枠にて、秋元康原案・AKB48グループ出演の『マジすか学園シリーズ』の新作となる『マジムリ学園』を放送開始。主演はAKB48 Team8の小栗有以（ - 9月27日）。
- 27日
  - テレビ東京系『木ドラ25』（1時 - 1時30分）の7月期作品として、新田章作の漫画（月刊モーニングtwo連載）を原作とする『恋のツキ』を放送開始。主演は徳永えり[175]。
  - テレビ朝日系「金曜ナイトドラマ」7月期作品として、本多孝好原案による、山田孝之と菅田将暉のダブル主演による『dele（ディーリー）』を放送開始（ - 9月14日）[176]。
- 28日
  - NHK総合『土曜ドラマ「バカボンのパパよりバカなパパ」』は、第4話「わしは太陽なのだ」と第5話「みんなで生きるのだ」（最終話）を2話連続で放送（19時30分 - 19時58分・20時2分 - 20時30分）[注 14]。
  - テレビ朝日系「土曜ナイトドラマ」7月期作品として、窪田正孝と川口春奈のダブル主演による『ヒモメン』を放送開始（ - 9月8日）。
  - フジテレビ系「土曜プレミアム」枠にて、『コード・ブルー -ドクターヘリ緊急救命-』のスペシャル版ドラマ『コード・ブルー 特別編 -もう一つの戦場-』を放送[177]。
  - NHK BSプレミアムにて、横溝正史の推理小説（探偵小説）を原作とし、過去にも映像化された『悪魔が来りて笛を吹く』を新作ドラマとして制作・放送。主人公の「金田一耕助」役は吉岡秀隆が演じる[178]。
- 30日・8月1日 - 毎日放送制作・TBSほか「ドラマイズム」枠にて、飯豊まりえと武田玲奈が女航海士役でダブル主演を務める青春ドラマの第2シリーズとなる『マジで航海してます。〜Second Season〜』を放送開始（毎日放送：30日〈29日深夜〉、TBS：8月1日〈31日深夜〉。 - 9月3日・5日）[179]。

### 8月
- 4日
  - NHK BSプレミアムにて21時 - 22時30分に『花へんろ特別編 「春子の人形」』（脚本：早坂暁）を放送。2017年12月に逝去した早坂の自伝的作品であり遺作となる。坂東龍汰、芦田愛菜、田中裕子らが出演[180]。
  - 東海テレビ製作・フジテレビ系「オトナの土ドラ」枠にて、テレパック製作の『いつかこの雨がやむ日まで』を開始。髙橋麻紀と佐藤奈央の脚本で、主演は渡辺麻友[181][182]で、共演に堀井新太、桐山漣ら（全8回、 - 9月29日[注 15]）。
  - WOWOW「連続ドラマW」枠にて、真琴つばさが弁護士役で主演する法曹ドラマ『イアリー 見えない顔』を放送開始（全6話、 - 9月8日）[183]。
  - 【訃報】1956年公開の『狂った果実』（日活制作、石原裕次郎主演）でデビューし、『マルサの女』（1987年公開、伊丹十三監督）などの映画や、テレビドラマではNHK大河ドラマ『独眼竜政宗』『八代将軍吉宗』『葵 徳川三代』を始め、TBS系『シークレット部隊』、『サラリーマン金太郎（高橋克典主演版）』、テレビ朝日系『相棒』（「瀬戸内米蔵」役で稀にゲスト出演）など数多くの作品に出演、また映画監督「マキノ雅彦」としても活躍した俳優の津川雅彦が、心不全のため死去（78歳没）[184]。訃報は7日に公表された[185]。
- 6日 - NHK広島放送局開局90年記念ドラマとして、こうの史代（漫画家）が2004年に発表した『夕凪の街 桜の国』をドラマ化し『夕凪の街 桜の国2018』として制作、広島原爆の日にあたるこの日、19時30分 - 20時43分にNHK総合で全国放送。出演は常盤貴子、川栄李奈ら[186]。
- 10日 - 【訃報】朝日放送テレビ制作・テレビ朝日系『必殺シリーズ』で藤田まこと（2010年没）演ずる「中村主水」をいびる姑役で人気を博した他、日本テレビ系『雨の中に消えて』『太陽にほえろ!』など数々のテレビドラマや映画に出演した女優の菅井きんが、東京都内の自宅で心不全のため死去（92歳没）。逝去は8月23日に公にされた[187][188]。
- 11日 - NHK BSプレミアムにて、魚乃目三太作の漫画を原作としてドラマ化した異色のグルメドラマ『戦争めし』[189]を、恒例の「終戦特集」の1本として放送。主演は駿河太郎が務めた[190]。
- 13日
  - 【訃報】NHK総合『たけしくん、ハイ!』や日本テレビ系『熱中時代』など数々のテレビドラマの脚本を手がけた脚本家の布勢博一が、慢性腎不全のため逝去（86歳没）[191]。
  - TBS系「月曜名作劇場」枠にて、2017年9月25日の放送に続く第2弾となるスペシャル時代劇『名奉行!遠山の金四郎』を放送。主演は前年に続き松岡昌宏で、ゲストとして里見浩太朗が出演[192]。なお、この日の「月曜名作劇場」は23時7分までの3時間超となる拡大版で放送された。
- 14日 - 16日 - NHK総合にて、米澤穂信のミステリー小説をドラマ化した『満願』（全3話）を放送。主演は西島秀俊、安田顕、高良健吾が各回でそれぞれ務めた[193]。
- 15日 - 【訃報】フジテレビ系アニメ『ちびまる子ちゃん』およびその派生作品として2006年と2013年にスペシャルドラマとして放映された『スペシャルドラマ ちびまる子ちゃん』、TBS系『谷口六三商店』（1993年4月 - 6月）などの原作者として知られる漫画家のさくらももこが、乳がんのため死去（53歳没）[194]。さくらの訃報は親族による葬儀後の8月27日に公式サイトなどにて発表された[194]。
- 19日 - 【訃報】 1972年放送の特撮テレビドラマ『突撃! ヒューマン!!』（日本テレビ系、ユニオン映画制作）の劇伴音楽を担当し、また加山雄三、布施明やザ・ワイルド・ワンズなどのヒット曲のアレンジャーとしても知られる作曲家・編曲家の森岡賢一郎が、肺炎のため死去（84歳没）[195]。
- 22日 - NHK総合にて、1964年東京パラリンピックを成功に導いた整形外科医、中村裕の生涯を描くスペシャルドラマ『太陽を愛したひと〜1964 あの日のパラリンピック〜』を放送。主人公の中村を向井理、その妻役を上戸彩が演じた（22時 - 23時10分）[196]。
- 24日
  - フジテレビ系「金曜プレミアム」枠にて、船越英一郎芸能生活35周年記念作品としてサスペンスドラマ『船越英一郎殺人事件』を制作・放送。同作では船越自身が本人を演じかつ殺人事件の被疑者とされる内容で、共演に北大路欣也、吉田鋼太郎、内藤剛志、内山理名ら[197]。
  - 【訃報】脚本家で日本テレビ系『事件記者チャボ!』（本名の石原純一名義）やテレビ朝日系『はぐれ刑事純情派』シリーズなど、数多くの作品の脚本を手がけた石原武龍が胃がんのため死去（66歳没）。死去は同月29日に公にされた[198]。
- 25日
  - 日本テレビ系『24時間テレビ 「愛は地球を救う」41 人生を変えてくれた人』（25 - 26日放送）のスペシャルドラマとして、『サイボーグ009』『仮面ライダー』などの名作・ヒット作を生んだ漫画家・石ノ森章太郎（1938年 - 1998年没）の人生を描く『ヒーローを作った男 石ノ森章太郎物語』を放送（21時21分 - 23時21分）。主人公の石ノ森（本名・小野寺章太郎）役は中島健人（Sexy Zone）[注 16]が演じた[199]。
  - 【訃報】フジテレビ系アニメ『サザエさん』の磯野フネ役や カナダの女優コリーン・デューハーストの吹き替えで知られ、テレビドラマでは『ディロン〜運命の犬』（2006年、NHK総合）などの出演経験を持つ俳優・声優の麻生美代子が、老衰のため死去（92歳没）[200]。92歳没。なお、訃報は9月3日、所属先の東京俳優生活協同組合から公表された[201]。
- 31日 - 【訃報】脚本家で日本テレビ系『受験の神様』などを手掛けた福間正浩が、腹部大動脈瘤破裂のため死去（57歳没）[202]。

### 9月
- 1日
  - NHK総合「土曜時代ドラマ」枠にて、2017年にNHK BSプレミアムにて放送された『赤ひげ診療譚』（山本周五郎）を原作とする 『赤ひげ』を放送開始（全8回、 - 10月20日）。
  - NHK総合「土曜ドラマ」枠にて、安藤祐介原作のラグビーを題材にしたドラマ『不惑のスクラム』（高橋克典主演、全7回）を放送開始（ - 10月13日）。共演に渡辺いっけい、戸田菜穂、竹中直人、夏木マリら[203]。
  - NHK BSプレミアムにて、岡田麿里（脚本家）の自伝を原作とし、岡田自ら脚本も務める特集ドラマ『学校へ行けなかった私が「あの花」「ここさけ」を書くまで』を放送。主演は前田敦子[204]。
- 2日 - 【特撮】テレビ朝日系、東映製作の老舗特撮シリーズ「仮面ライダーシリーズ」最新作であり、平成シリーズ第20作となる『仮面ライダージオウ』を放送開始（ - 2019年8月25日）[205]。
- 6日 - この日未明に北海道胆振地方で震度6強の地震が発生、NHK総合では連続テレビ小説『半分、青い。』（第23週・136話）が地震関連のニュースのため本放送・再放送ともに休止となった。なお『半分、青い。』は翌7日に136・137話を続けて放送する（本放送は8時 - 8時15分・8時15分 - 8時30分、再放送は12時45分 - 13時、13時 - 13時15分）[注 17]。
- 7日
  - NHK
    - NHKは、24日に総合テレビにて放送を予定していた『埼玉発地域ドラマ「越谷サイコー」』（BSプレミアムにて2月28日放送済み）について、出演者の一人が6日に逮捕されたことを理由に放送を中止することを決定[206]。
    - BSプレミアム「BS時代劇」にて、池波正太郎原作・中井貴一主演のシリーズ第4作『雲霧仁左衛門4』（全7回）を放送開始（ - 10月19日）。共演は國村隼らのほか、新キャストに永山絢斗らが加わる[207]。
- 9日 - NHK BSプレミアム「プレミアムドラマ」枠にて『ダイアリー』を放送開始。主演は蓮佛美沙子で、菊池桃子が母親役で出演（全4回、 - 30日）[208]。
- 10日・12日 - 毎日放送制作・TBSほか「ドラマイズム」枠にて、中野まや花作の漫画を原作とする『文学処女』を放送開始。森川葵と城田優がダブル主演を務め、城田が主題歌を担当する（毎日放送：10日〈9日深夜〉 - 10月29日〈28日深夜〉、TBS：12日〈11日深夜〉。 - 10月31日〈30日深夜〉）[209]。
- 14日 - 【訃報】 1983年にTBS系『ポーラテレビ小説』第28作「おゆう」で女優としてデビューし、その後TBS系『青が散る』にも出演。また関口宏（俳優）が主宰する『三桂』所属キャスターとしてニュース番組に多く出演した浜尾朱美がこの日早朝、乳癌のため死去（57歳没）[210]。
- 14日 - 28日 - フジテレビ「メディアミックスα」枠（関東ローカル、15時50分 - 16時50分）にて、1991年1月期に「月9」枠で放送され高視聴率を獲得した大ヒットドラマ『東京ラブストーリー』（鈴木保奈美、織田裕二主演）を2004年以来約14年ぶりに再放送[211]。
- 15日
  - 【訃報】旧芸名の悠木千帆時代にTBS系『寺内貫太郎一家』（1974年）で人気を博し、その後芸名を改めてからもTBS系『ムー』を始め、数々のテレビドラマや映画に出演した女優の樹木希林が、東京都内で死去（75歳没）[212]。
  - 【訃報】中国の俳優で、1995年にNHK土曜ドラマ枠で放送された『大地の子』にも出演した朱旭が、北京市内の病院で死去（88歳没）[213]。
- 17日 - TBS系にて、1990年 - 2011年に全10シリーズ制作・放送され、スペシャルドラマとしても放送されている『橋田壽賀子ドラマ 渡る世間は鬼ばかり』をドラマ特別企画として放送（20時 - 23時7分）[214][215]。
- 19日 - 日本テレビ系にて、前年7月期に「水曜ドラマ」枠で放送され好評を博した遊川和彦脚本の『過保護のカホコ』のスペシャル版として『過保護のカホコ2018 ラブ&ドリーム』を放送（21時 - 22時54分）。主演は引き続き高畑充希で、共演に竹内涼真[216][217]。
- 22日 - 名古屋テレビ放送（メ〜テレ）開局55周年記念ドラマとして、貫井徳郎の小説を原作とするスペシャルドラマ『乱反射』を、同局制作にて全国ネット放送。監督は石井裕也、妻夫木聡と井上真央が夫婦役で出演する[218]。
- 23日
  - テレビ朝日系「日曜プライム」枠にて、スペシャルドラマ『指定弁護士』を放送。主演は北川景子で、共演に北村一輝ら[219][220]。
  - 【訃報】1987年に放送されたNHK大河ドラマ『独眼竜政宗』など数多くのテレビドラマ、映画に出演し、アニメーションの声優も務めた俳優の宮田光が急性大動脈解離のため東京都新宿区内の病院で逝去（87歳没）。逝去は同月26日に判明した[221]。
- 24日 - NHK総合にて、日本のロックバンド、シーナ&ロケッツを題材に描いた福岡発地域ドラマ『You May Dream〜ユーメイ ドリーム』（福岡県域にて3月2日放送）を全国放送（15時45分 - 17時）[222]。
- 27日 - 【訃報】テレビ朝日系『相棒』で大木長十郎役を演じ、久保田龍吉演ずる小松真琴と共に「大木小松コンビ」で親しまれ、他にも数多くのテレビドラマ・映画にも出演した志水正義がこの日の朝、膵臓がん及び多発肝転移のため東京都内の病院で死去（60歳没）[223][224]。志水は自身のフェイスブックでがんを公表し闘病中だった[223]。死去を受け、テレビ朝日は相棒の公式サイト・Twitter・フェイスブック上で志水を追悼した[225]。
- 29日
  - TBS系・テレビ東京系・WOWOW
    - 動画通信サービス「Paravi」が初めて制作したオリジナルドラマ『tourist ツーリスト』を全3話放送（ - 10月8日）、主演は全話において「天久真」役を演じる三浦春馬が務める。TBSが第1話の『バンコク篇』を放送、ヒロインの「野上さつき」役は水川あさみが演じる。テレビ東京では第2話の『台北篇』を放送、ヒロインの「津ノ森ホノカ」役は池田エライザが演じる。さらにWOWOWでは第3話の『ホーチミン篇』を放送、ヒロインの「立花カオル」役は尾野真千子が演じる。なお、放送終了後にはParaviにて未公開シーンを含めたオリジナル版を配信開始[226]。
- 30日
  - NHK大河ドラマ『西郷どん』でこの日放送予定の第37話「江戸無血開城」について、BSプレミアムでは通常通り放送されるも、総合テレビでは台風24号関連の『ニュース』（20時 - 21時）[227]に伴い、急遽翌週に順延となった[228][229]（→西郷どん (NHK大河ドラマ)#放送日程も参照）。
  - テレビ朝日系「日曜プライム」枠にて、米倉涼子主演の医療シリーズドラマ『ドクターX〜外科医・大門未知子〜』の特別版として、2016年7月3日に放送された同作のスペシャルドラマ（ゲスト:ビートたけしほか）の復刻版を放送（21時 - 23時14分）[230]。

### 10月
- 1日 - NHK連続テレビ小説第99作『まんぷく』（大阪局制作、脚本：福田靖）を放送開始[231]（ - 2019年3月30日）。主演の「立花福子」役は安藤サクラ[232][233]、夫の「立花萬平」役は長谷川博己[234]が演じるほか、共演に松下奈緒、内田有紀、要潤、大谷亮平、松井玲奈、呉城久美、桐谷健太、橋爪功、松坂慶子ら。また、DREAMS COME TRUEの「あなたとトゥラッタッタ♪」を同作主題歌として採用（同一アーティストによる連続テレビ小説主題歌の2回目担当は初[235]）。
- 3日 - 関西テレビはさる9月15日に逝去した樹木希林の追悼番組として、樹木が主演した同局製作ドラマ『鬼ユリ校長、走る!』（1994年 - 1996年）の第1回（1994年10月16日放送）をこの日の2時5分 - 3時枠（2日深夜）にて再放送した[236]。
- 4日
  - （3日深夜）テレビ東京で、福本伸行作の麻雀漫画を原作とする『天 天和通りの快男児』を連続ドラマ化し放送開始（ - 12月20日）。同作はテレビ東京グループと動画配信サービスParaviの共同制作による新ドラマ枠「ドラマパラビ」の第1弾で、主人公「天貴史」役は岸谷五朗が演じる[237][238]。
  - 読売テレビ制作・日本テレビ系「木曜ドラマ」10月期作品として、『ブラックスキャンダル』を放送開始（ - 12月6日）。主演は松本まりか、山口紗弥加で、共演に片桐仁（ラーメンズ）ほか[239]。
  - 【訃報】1950年代から1960年代にかけて日活映画の監督として活動し、日本テレビ系『東京バイパス指令』（国際放映製作）、NETテレビ（現・テレビ朝日）系『鬼平犯科帳』（8世松本幸四郎版）などのテレビ映画・ドラマの演出を手掛けた映画監督の古川卓巳が、心不全のため死去（101歳没）[240]。
- 5日 - この日の21時よりテレビ東京系列にて伊集院静の長編小説を原作とするスペシャルドラマ『日経ドラマスペシャル 琥珀の夢』を放送。主演は内野聖陽で、酒造メーカー・サントリーの創業者鳥井信治郎の人生を描く[241]。なお同作は12月1日にBSテレ東[注 18]にて4K放送で放映された[241][242]。
- 6日
  - テレビ東京系「ドラマ25」10月期作品として、漫画を題材にしたドキュメンタリードラマ『このマンガがすごい!』をこの日未明（5日深夜）から放送開始。同ドラマは宝島社刊の同書とのコラボで、松江哲明が監督を務め、蒼井優がナビゲーターを務める（ - 12月22日）[243][244]。
  - 東海テレビ制作・フジテレビ系「オトナの土ドラ」10月期作品として、結婚を題材としたドラマ『結婚相手は抽選で』を放送開始。主演は野村周平で、共演に高梨臨、大谷亮平、佐津川愛美、若村麻由美ほか（全8回、 - 11月24日）[245]。
  - 【訃報】NHKのドラマディレクターとして、大河ドラマ『元禄太平記』（1975年）、『風と雲と虹と』（1976年）などの演出を手掛け、NHK退職後もフリーディレクターとして『二十四の瞳』（日本テレビ、2005年）の演出を手掛けた演出家の大原誠が、肺がんのため死去（80歳没）[246]。
- 7日
  - NHK BSプレミアム「プレミアムドラマ」枠にて、薄井シンシアの著書「専業主婦が就職するまでにやっておくべき8つのこと」を原作とするワーキングドラマ『主婦カツ!』を制作・放送開始。主演は鈴木保奈美（全8回、 - 11月25日）[247]。
  - 2007年公開の韓国映画『セブンデイズ』をベースに、テレビ朝日がスペシャルドラマとして企画・製作する『誘拐法廷〜セブンデイズ〜』を放送。主演は同局ドラマ初出演でもある松嶋菜々子[248]。
  - 朝日放送テレビ制作・テレビ朝日系（一部地域除く）「ドラマL」第3作として、尾崎衣良作の漫画を原作とする『深夜のダメ恋図鑑』をドラマ化し放送開始（ - 12月9日）。出演は馬場ふみか、佐野ひなこ、久松郁実ら[249]。本作からテレビ朝日での同枠の番販ネットを再開。
- 8日
  - NHK総合にて、平成30年度連続テレビ小説『半分、青い。』（4月2日 - 9月29日、全156話）の総集編（前・後編）を放送（前編〈再放送〉：13時30分 - 14時58分、後編：15時5分 - 16時33分）。
  - フジテレビ系「月9」10月期作品として『SUITS/スーツ』を放送開始（初回は30分拡大、2回目は15分拡大[250]、 - 12月17日）[251]。米国USAネットワークで放送されている同名のテレビドラマの日本版として製作され、主演は同枠では2008年以来となる織田裕二、共演に、織田の相棒役として中島裕翔[252]。さらに鈴木保奈美が1991年放送の『東京ラブストーリー』以来27年ぶりに織田と共演する[251]。
- 9日
  - TBS系「火曜ドラマ」10月期作品として、かわかみじゅんこ作の漫画を原作とする学園恋愛ドラマ『中学聖日記』を放送開始（ - 12月18日）。主演は有村架純[253]。
  - 関西テレビ制作・フジテレビ系火曜夜9時枠、10月期作品として『僕らは奇跡でできている』を放送開始（ - 12月11日）。脚本は橋部敦子、主演は高橋一生、共演に榮倉奈々、小林薫、要潤ら[254]。
- 10日
  - 日本テレビ系「水曜ドラマ」10月期作品として『獣になれない私たち』を放送開始（ - 12月12日）。脚本は野木亜紀子、松田龍平と新垣結衣のダブル主演となる[255][256]。
  - 【訃報】『赤かぶ検事』シリーズ（テレビ朝日系・TBS系）や『京都殺人案内シリーズ』（テレビ朝日系・フジテレビ系）、『あんみつ検事の捜査ファイル』（TBS系）などの原作者で知られる作家の和久峻三がこの日昼前、心不全のため京都市下京区内の病院で死去（88歳没）。訃報は12月29日に公になった[257]。
- 11日
  - テレビ朝日系「木曜ドラマ」10月期作品として、米倉涼子主演の法律事務所ドラマ『リーガルV〜元弁護士・小鳥遊翔子〜』を放送開始（ - 12月13日）[258]。
  - フジテレビ系「木曜劇場」10月期作品として、弘兼憲史作の漫画『黄昏流星群』を原作とするラブストーリー『黄昏流星群〜人生折り返し、恋をした』を放送開始（ - 12月13日）。主演は佐々木蔵之介、共演に中山美穂、黒木瞳ら[259]（初回は15分拡大〈22時 - 23時9分〉）[260]。
- 12日
  - NHK総合「ドラマ10」枠にて、 雲田はるこの落語漫画を原作とする『昭和元禄落語心中』を放送開始。脚本は羽原大介、主演は岡田将生（全10回、- 12月14日）[261]。
  - テレビ朝日系「金曜ナイトドラマ」10月期作品として、たらさわみち作の漫画を原作とする『僕とシッポと神楽坂』を、相葉雅紀（嵐）主演でドラマ化し放送開始（ - 11月30日）[262]。
  - TBS系「金曜ドラマ」10月期作品として、大石静のオリジナル脚本による恋愛ドラマ『大恋愛〜僕を忘れる君と』を放送開始（初回は15分拡大[263]、 - 12月14日）。戸田恵梨香とムロツヨシのダブル主演[264][265]。また引越業最大手であるアートコーポレーション（アート引越センター）が撮影に全面協力し、ドラマと連動したキャンペーンを展開する[265]。
- 13日
  - （12日深夜）テレビ東京系「ドラマ24」10月期作品として、阿部潤原作の漫画をドラマ化、1月2日にスペシャルドラマとして放送し好評を博した異色のグルメドラマ『忘却のサチコ』をシリーズ化し放送開始（ - 12月29日）。主演は引き続き高畑充希[266][267]。
  - 日本テレビ系「土曜ドラマ」10月期作品として、福田秀作の漫画を原作とする刑事ドラマ『ドロ刑〜警視庁捜査三課〜』を放送開始（ - 12月15日）。主人公の新米刑事「班目勉」役に中島健人（Sexy Zone）、バディを組む大泥棒「煙鴉」役に遠藤憲一[268][269][270]。
- 14日
  - 日本テレビ系 「日曜ドラマ」10月期作品として、西森博之作の漫画を原作とする『今日から俺は!!』を、福田雄一監督、賀来賢人主演でドラマ化し放送開始（ - 12月16日）[271][272]。
  - TBS系「日曜劇場」10月期作品として、池井戸潤原作の経済ドラマ『下町ロケット』（第2シリーズ）を放送開始（初回は25分拡大[273] - 12月23日）。2015年10月期に放送されてから3年ぶりのドラマ化で、シリーズ第3作『下町ロケット ゴースト』を原作とする。主人公「佃航平」役は第1シリーズから引き続き阿部寛、共演も引き続き、土屋太鳳、竹内涼真、安田顕、和田聰宏、今野浩喜、中本賢、谷田歩、朝倉あき、真矢ミキ、木下ほうか、恵俊彰、池畑慎之介、倍賞美津子、立川談春ら[274][275]。
  - テレビ朝日系では、「木曜ミステリー」恒例のシリーズ『科捜研の女 season18』（沢口靖子主演）を18日から放送開始（ - 12月13日）するのに先駆け、この日『科捜研の女スペシャル』を『日曜プライム』枠にて放送。
- 15日 - テレビ東京系「ドラマBiz」第3弾として、井上由美子脚本、唐沢寿明主演の『ハラスメントゲーム』を放送開始（初回は15分拡大[250]、 - 12月10日）[276][277]。
- 17日
  - フジテレビはこの日、2005年7月期に「木曜劇場」枠で放送し人気を博した『電車男』が アメリカ合衆国・ハリウッドのテレビ制作会社グローバルロードテレビジョンの制作によりアメリカ向けにリメイクされることを発表。米国版のタイトルは『Train Man（トレイン・マン）』で、アダム・シャンクマンを監督に起用、全米で放送される予定（出演者、放送時期などは未定）[278]。
  - テレビ朝日系水曜21時枠『相棒』の新シリーズ『相棒 season17』を放送開始。主人公「杉下右京」役にはもちろん水谷豊で、相棒「冠城亘」役に反町隆史、共演には鈴木杏樹、浅利陽介、石坂浩二ら（初回は30分、第2話は15分それぞれ拡大SP（前・後編のため）。 - 2019年3月20日まで放送）。なお、17日放送の第1話最後の次回予告前に「大木長十郎」役の志水正義（9月27日没、享年60）を追悼するコメントが流れた[279]。→9月27日の出来事も参照
  - 【訃報】 アメリカ合衆国のテレビ映画『コンバット!』（日本ではTBS系で放映）のサンダース軍曹〈演：ビッグ・モロー〉、『スパイ大作戦』（日本ではフジテレビ系で放映）のバーニー・コリア〈演：グレッグ・モリス〉を始め、数々の外国映画やテレビドラマのアテレコを担当し、また、特撮では『アクマイザー3』『電撃戦隊チェンジマン』など（いずれも東映製作、NET→テレビ朝日系）、バラエティ番組では『水曜スペシャル・川口浩探検隊シリーズ』（同系）などのナレーションを担当したことで知られた声優の田中信夫がこの日の朝、食道がんのため死去（83歳没）[280][281]。
- 18日（17日深夜） - 日本テレビの木曜0時59分枠（水曜深夜）にて、大崎梢の小説を原作とするファッションをテーマとするドラマ『プリティが多すぎる』を放送開始（ - 12月21日）。主演は千葉雄大で、共演に佐津川愛美、中尾明慶、杉本哲太ら。なお同ドラマは韓国、台湾、カンボジア、香港、インドネシア、フィリピン、シンガポール、タイの各国・地域でも同時期に放送される[282][283]ほか、Huluでも配信を行う。
- 19日
  - テレビ東京系「金曜8時のドラマ」10月期作品として、2014年から2017年に「水曜ミステリー9」枠などで5回放送された人気シリーズ『駐在刑事』を連続ドラマ化（初回は2時間SP、 - 12月7日）。主演はこれまでのシリーズ同様寺島進で、寺島は地上波連ドラ初主演となる[284][285]。
  - 【訃報】俳優座養成所から1959年に日活映画『にあんちゃん』でデビューし、『飛び出せ!青春』（1972年、東宝・日本テレビ製作）など数々のテレビドラマにも出演した俳優の穂積隆信がこの日未明、胆嚢癌のため死去（87歳没）[286]。
- 20日 - NHK総合にて、大河ドラマ『西郷どん』の特番第3弾となる『「西郷どん」スペシャル第3弾 〜西郷と大久保 明治に挑んだそれぞれの道〜』を放送（17時15分 - 18時）。番組MCはタカアンドトシ（お笑いコンビ）が務めるほか、歴史研究家の磯田道史が講師役として、最終章となる明治時代編を前にこれまでのドラマの歴史的背景を解説する。ゲストには高橋英樹（俳優）、塚地武雅（俳優〈「熊吉」役でドラマ出演〉、ドランクドラゴン）、高梨臨（女優〈「ふき」役でドラマ出演〉）、井森美幸（タレント）、パトリック・ハーラン（タレント、パックンマックン）が出演[287][注 19]。
- 20日・27日 - NHK総合「土曜ドラマ」枠にて、20日と27日の21時 - 21時49分に『フェイクニュース あるいはどこか遠くの戦争の話』を前後編として放送。脚本は野木亜紀子、主演はNHKドラマ初主役となる北川景子[288]。
- 23日（22日深夜） - 日本テレビ「シンドラ」第6作として、ジャニーズ事務所所属グループ・King & Princeのメンバー髙橋海人、神宮寺勇太、岩橋玄樹のトリプル主演でおくる学園ドラマ『部活、好きじゃなきゃダメですか?』を放送開始（同日Huluでも配信開始）（ - 12月25日）。
- 27日
  - NHK総合「土曜時代ドラマ」枠の新作として『ぬけまいる〜女三人伊勢参り』（朝井まかて原作、小松江里子脚本）を放送開始（全8回）（ - 12月22日）。田中麗奈、ともさかりえ、佐藤江梨子がトリプル主演を務め、各回ゲストには滝沢秀明（KEN☆Tackey、元・タッキー&翼）、舘ひろしらが出演する。
  - 【訃報】NHK連続テレビ小説『ハイカラさん』、『おひさま』や『花子とアン』など数多くのテレビドラマ、映画に出演し、実生活では俳優の柄本明の妻で、同じく俳優の柄本佑・時生兄弟の実母の女優・角替和枝がこの日の朝、原発不明がんのため東京都内の自宅で死去（64歳没）[289][290]。
  - 【訃報】大映専属女優として銀幕にデビューし、『女賭博師』シリーズで一世を風靡、テレビドラマでは『破れ傘刀舟 悪人狩り』（1974年 - 1977年、NET・三船プロダクション制作）など時代劇や現代劇を問わず数々の出演作品を持つ女優の江波杏子がこの日、持病である肺気腫の急性増悪のため東京都内の病院で死去（76歳没）[291][292]。訃報は11月2日に所属事務所により明らかにされた。
- 31日 - NHK金沢放送局新放送会館（石川県金沢市広岡、10月9日開館）の記念番組として、BSプレミアムにて小松市を舞台とした石川発地域ドラマ『いよっ!弁慶』（藤平久子作）が全国放送された。主演は大西統眞で、共演に戸次重幸、西田尚美、篠井英介、鹿賀丈史ら（21時 - 21時59分）[293]。

### 11月
- 1日 - テレビ朝日系『リーガルV〜元弁護士・小鳥遊翔子〜』は、同日放送の2018年プロ野球日本選手権シリーズ第5戦「福岡ソフトバンクホークス × 広島東洋カープ」（福岡 ヤフオク!ドーム）の試合中継を大幅延長したことにより当日予定していた第4話の放映を休止した。なお、本作の第4話については翌週の8日に改めて放送された[294]。
- 5日 - 【訃報】NHKの学園ドラマ『中学生日記』の脚本を手掛けた脚本家の蓬萊泰三がこの日、胆内胆管がんのため死去（89歳没）[295]。
- 6日 - 【訃報】数多くのテレビアニメ作品に声優として出演し、日本国のテレビにて放映された外国映画の日本語吹き替えを担当し、また俳優としても『特捜最前線』（東映・テレビ朝日）などにも出演した経歴を持つ声優・俳優の後藤哲夫がこの日、食道癌のため死去（68歳没）[296]。
- 9日
  - NHK BSプレミアム「BS時代劇」枠にて、藤沢周平原作の『立花登青春手控え3』を放送開始（ - 12月21日）（全7回）。主人公「立花登」役は引き続き溝端淳平、本作でシリーズ最終章となる[297]。
  - テレビ朝日系『相棒』（10月より『〜season 17』を放送中）が、同局系で放送の長寿アニメ『ドラえもん』とのコラボレーションを実施。同日の同アニメにて放送のエピソード「あい棒」にて、『相棒』に出演の水谷豊と反町隆史が声優を務め、同アニメ劇中にて「ドラえもん」（声：水田わさび）と「野比のび太」（声：大原めぐみ）が『相棒』を視聴するシーンにおいてそれぞれの役で出演する[298]。
- 10日 - テレビ朝日系「土曜ナイトドラマ」10月期作品として、連城三紀彦の小説『隠れ菊』を現代風にアレンジしドラマ化した愛憎ドラマ『あなたには渡さない』を放送開始（ - 12月22日）。主演は木村佳乃で、共演に水野美紀、萩原聖人、田中哲司ら[299]。
- 13日 - 【訃報】1967年にグループサウンズ「ザ・ビーバーズ」のボーカリストとしてデビューし、グループ解散後にソロシンガーとしてテレビ朝日・東映製作の特撮テレビ映画『電子戦隊デンジマン』の主題歌などを歌唱したことで知られたシンガーソングライターの成田賢がこの日の朝、肺炎のため死去（73歳没）[300]。
- 17日 - 【訃報】脚本家で、『必殺仕事人V・旋風編』（朝日放送・松竹製作）など数々のテレビドラマの脚本を手掛けた吉田剛がこの日、神奈川県内の自宅で死去（83歳没）[301][302]。
- 20日 - 関西テレビは開局60周年記念番組として『なめとんか やしきたかじん誕生物語』を製作。関西ローカルながら19時から2時間のゴールデンタイム枠で放送。2014年に死去したシンガー・ソングライターのやしきたかじんの伝記ドラマであり、駿河太郎がたかじんに扮し、共演に中村ゆり、大東駿介[303]、山口智充、西村和彦、石田明（NON STYLE）ら[304]。またたかじんを恩人と慕う歌手の天童よしみがナレーションに初挑戦した[305][306]。
- 21日 - NHK静岡放送局制作の静岡発地域ドラマ『プラスチック・スマイル』（脚本：黒沢久子）が、 NHK BSプレミアム（21時 - ）にて放送。主演は静岡県浜松市出身の百田夏菜子（歌手、ももいろクローバーZリーダー）、共演に武田真治、田中美里ら[307]。
- 24日 - NHK BSプレミアムにて、1980年に松竹で制作・封切された日本映画『遙かなる山の呼び声』（山田洋次監督）を同タイトルでテレビドラマ化し放送[308]。脚本は山田自身および坂口理子、演出は朝原雄三、主演は阿部寛と常盤貴子[308]。
- 25日 - 【訃報】 円谷プロダクション制作の特撮テレビ映画『ウルトラQ』（1966年、TBS系）の「鳥を見た」「カネゴンの繭」で監督を務め、渥美清主演の『泣いてたまるか』（国際放映制作、TBS系）では1966年4月17日の第1回「ラッパの善さん」の演出を担当した中川晴之助がこの日、肺炎のため東京都内の病院で死去（87歳没）。訃報は翌2019年2月に明らかにされた[309]。
- 27日
  - 【訃報】 1970年代に『プレイガール』（東京12チャンネル）、『大盗賊』（フジテレビ）などのテレビドラマに出演した経歴を持つ声優・俳優の辻村真人がこの日、老衰のため死去（88歳没）[310]。
  - テレビ朝日はこの日行った定例社長会見で、11月7日に放送された『相棒 season17』第4話に登場した江藤あや演じる[311]薬物依存症患者の通称「シャブ山シャブ子」[注 20]の描写に対して、市民団体などから「差別を助長する」などと批判が相次ぎ、さらには衆議院でも取り上げられたことについて、編成担当である専務の亀山慶二が「差別を助長する意図はなかった」としながらも「一部に誤解を与えかねない表現があったことは真摯に受け止める」とコメントした[312][313][314]。
- 29日 - 【訃報】 NHK連続テレビ小説『おしん』やTBS系『3年B組金八先生』『渡る世間は鬼ばかり』など、数多くのテレビドラマ・映画で名脇役を演じてきた女優の赤木春恵がこの日の朝、心不全のため東京都府中市内の病院で死去（94歳没）[315]。
- 30日 - 【訃報】1986年から87年にかけて日本テレビ系でドラマとして放送され、後に映画化された『あぶない刑事』など数多くのドラマ・映画のプロデュースを手掛け、制作プロダクション「セントラル・アーツ」取締役社長を務めていた黒澤満がこの日午前、肺炎のため東京都八王子市内の自宅で死去（85歳没）[316]。

### 12月
- 1日 - 東海テレビ制作・フジテレビ系「オトナの土ドラ」12月期作品として『さくらの親子丼2』を放送開始。主演は引き続き真矢ミキが演じる（全8回、 - 2019年1月26日）。
- 4日 - 【訃報】日本テレビ系刑事ドラマ『太陽にほえろ!』や同系時代劇『桃太郎侍』など数多くの作品の脚本を手掛けた高階航が10月10日に秋田県仙北市内の自宅で遺体で見つかったことについて、秋田県警は遺体の身元が高階本人であったことをこの日までに特定した。ただし遺体の腐敗が進んでおり、死因は特定できなかった（76歳没）[317]。
- 10日 - 26日 - 日本テレビが開局65周年プロジェクトの一環として、福山雅治（シンガーソングライター、俳優）とバカリズム（お笑いタレント、脚本家）がタッグを組み“朝ドラマ”プロジェクトとして、ホームドラマ『生田家の朝』（全13話）を制作。主演はユースケ・サンタマリアと尾野真千子。10日から朝の情報番組『ZIP!』内にて放送[318]。
- 14日 - 東海テレビ制作・フジテレビ系で19時57分 - 21時49分（制作局の東海テレビを除くフジテレビをはじめとする同系列局の一部では、 - 21時55分[注 21]）に東海テレビ開局60周年記念スペシャルドラマ『大誘拐2018』を岡田将生主演で放送[319]。
- 17日 - 【訃報】作詞家・放送作家として主に活動し、テレビ朝日系『西部警察 PART-III』（石原プロモーション制作）の「愛と哀しみの銃弾」（第63話、1984年9月9日放送）で新井光と共同脚本を担当した杉紀彦がこの日未明、肺炎のため死去（80歳没）[320]。
- 19日
  - NHK総合にて、コントバラエティ番組『LIFE!〜人生に捧げるコント〜』の特別編として初となる本格長編コメディで、忍者を題材とした『LIFE!スペシャル 忍べ!右左エ門』を放送（22時 - 22時43分）。主人公「右左ヱ門」役は同番組でメインを務める内村光良（ウッチャンナンチャン）で、古田新太、中川大志、永野芽郁、堤真一らが共演。もちろん、田中直樹（ココリコ）や塚地武雅（ドランクドラゴン）ら『LIFE!』レギュラーメンバーも出演する[321]。またコラボレーションとして、同日夕方にEテレで放送のアニメ『忍たま乱太郎「忍者右左ヱ門の段」』に内村演ずる「右左ヱ門」がゲストキャラクターとして登場するほか、田中、塚地も声優として出演する[322]。
  - 【訃報】TBS系『水戸黄門』やテレビ朝日系『スーパー戦隊シリーズ』などで悪役として活躍した俳優の石橋雅史がこの日の朝、心不全のため死去（85歳没）。訃報は21日に自身のブログにて発表された[323]。
  - 【訃報】『素浪人 月影兵庫』（NET/東映京都制作）を始め時代劇を中心にバイプレーヤーとして数々の作品に出演した、俳優の芝本正がこの日死去（74歳没）[324]。
- 24日
  - NHK総合にて、2017年に「土曜時代ドラマ」枠で放送され好評を博した『アシガール』のスペシャル版『アシガールSP〜超時空ラブコメ再び〜』を放送。主演は引き続き黒島結菜、共演は伊藤健太郎らレギュラーメンバーが再び集結[325]。
  - フジテレビ系にて、横溝正史原作の推理小説シリーズ『金田一耕助シリーズ』の名作で、過去に多数映像化された『犬神家の一族』をスペシャルドラマとして放送（21時30分 - 23時33分）。主人公の探偵「金田一耕助」役は加藤シゲアキ（NEWS）が演じ[326]、さらに「犬神佐清」役は賀来賢人が演じた[327]。
- 28日 - 【訃報】声優として数々のテレビアニメ作品に出演し、また俳優としても『お好み日曜座 母の初恋』（1958年、NHK）や『伝七捕物帳』（1976年、日本テレビ）などへの出演作品を持つ声優・俳優の藤田淑子がこの日、浸潤性乳がんのため死去（68歳没）[328]。
- 31日
  - テレビ東京系にて、前年に引き続き松重豊主演による『孤独のグルメ大晦日スペシャル 京都・名古屋出張編 生放送でいただきます!』（22時 - 23時30分）を放送。本年は生放送部分を拡大の上、新たな仕掛けも取り入れた[329]。また原作者である漫画家の久住昌之も前年の大晦日スペシャルに引き続いて登場した[330]。
  - BSフジ及びBSフジ 4Kにて『BARレモン・ハート 大晦日SP』（19時 - 20時55分・21時 - 22時55分）を放送[331]。

### 2019年以降のテレビドラマに関する情報
- 2019年
  - WOWOW「連続ドラマW」
    - 1月5日 - 羽田圭介原作、玉木宏主演で『盗まれた顔 〜ミアタリ捜査班〜』を放送[332]。
    - 1月13日 - 大鐘稔彦原作、滝沢秀明主演で『孤高のメス』を放送（全8話）[333][334]。

## 2018年のテレビドラマ

### NHKの主なテレビドラマ

#### 特集ドラマ (NHK)
- 志村けん in 探偵佐平 60歳[1]
  - 1月2日（総合）
  - 原作：樋口有介『木野塚探偵事務所だ』
  - 出演：志村けん、高橋惠子、岸本加世子、伊藤沙莉
- オモヒデ座（公式サイト - ウェイバックマシン（2018年2月10日アーカイブ分））
  - 2月17日・24日（全2回、BSプレミアム）
  - 出演：佐藤二朗、ほか
- 第41回創作テレビドラマ大賞 デッドフレイ 〜青い殺意〜
  - 3月23日（総合）
  - 作：佐々木由美
  - 出演：井之脇海、ミムラ、千葉哲也、千葉雅子、水橋研二、和田正人、ほか
- どこにもない国[335]
  - 3月24日・31日（総合）
  - 作：大森寿美男
  - 原案：ポール・邦昭・丸山「満州 奇跡の脱出」より
  - 出演：内野聖陽、木村佳乃、原田泰造、蓮佛美沙子、満島真之介、片岡鶴太郎、萩原健一、ほか
- 小野田さんと、雪男を探した男〜鈴木紀夫の冒険と死〜（公式サイト - ウェイバックマシン（2018年3月1日アーカイブ分））
  - 3月25日（BSプレミアム）
  - ドラマ出演：青木崇高、塚本晋也、山田真歩、崔洋一、もたいまさこ、川口覚、重岡漠、アーマッド・シブリ、吉岡晴輝、五條千衣
- 木皿泉劇場 道草[336]
  - 5月12日（総合）
  - 脚本：木皿泉
  - 出演：賀来賢人、市川実日子、マキタスポーツ、ほか[337]（ミニコーナー）加藤一二三
- 悪魔が来りて笛を吹く[178]
  - 7月28日（BSプレミアム）
  - 原作：横溝正史「悪魔が来りて笛を吹く」
  - 出演：吉岡秀隆、ほか
- 早坂 暁ドラマ 花へんろ 特別編「春子の人形」[180]
  - 8月4日（BSプレミアム）
  - 原作：早坂暁
  - 出演：坂東龍汰、芦田愛菜、中西美帆、尾美としのり、田中裕子、ほか
- 夕凪の街 桜の国2018 - 制作：NHK広島放送局[186]
  - 8月6日（総合）
  - 原作：こうの史代『夕凪の街 桜の国』（双葉社刊）
  - 出演：常盤貴子、川栄李奈、小芝風花、平祐奈、工藤阿須加、浅利陽介、キムラ緑子、橋爪功、ほか
- 終戦特集 ドラマ×マンガ 戦争めし[189]
  - 8月11日（BSプレミアム）
  - 原作：魚乃目三太『戦争めし』（ヤングチャンピオン、秋田書店刊）
  - 出演：駿河太郎、壇蜜、温水洋一、佐野岳、江上敬子（ニッチェ）、車だん吉、田中泯、草笛光子、ほか[190]
- 昔話法廷 シーズン4[338]
  - 8月13日・14日（Eテレ）
  - 出演：（13日）林遣都、木村多江、山中崇、優希美青、（14日）吉田羊、竹中直人、角替和枝、泉澤祐希、ほか
- ミステリースペシャル 満願[193]
  - 8月14日・15日・16日（総合、全3回）
  - 原作：米澤穂信「満願」
  - 出演：西島秀俊、安田顕、高良健吾、ほか
- 太陽を愛したひと〜1964 あの日のパラリンピック〜[196]
  - 8月22日（総合）
  - 原案：三枝義浩「太陽の仲間たちよ」[196]
  - 出演：向井理、上戸彩、ほか
- 崖っぷちの淵子![339]
  - 8月25日（総合）
  - 脚本：丸尾丸一郎（劇団鹿殺し）
  - 出演：岸井ゆきの、小芝風花、金子大地、野間口徹、平泉成、ほか
- 学校へ行けなかった私が「あの花」「ここさけ」を書くまで[204]
  - 9月1日（BSプレミアム）
  - 原作：岡田磨里[204]
  - 出演：前田敦子、ほか[204]
- フェイクニュース あるいはどこか遠くの戦争の話[340]
  - 10月20日・27日（総合）
  - 作：野木亜紀子
  - 出演：北川景子、光石研、永山絢斗、矢本悠馬、新井浩文、岩松了、杉本哲太、ほか
- カラスになったおれは地上の世界を見おろした。[341]
  - 11月10日（BSプレミアム）
  - 作：戸田幸宏
  - 出演：眞島秀和、ほか
- LIFE!スペシャル 忍べ!右左エ門[321]
  - 12月1日（BS4K）、12月19日（総合）
  - 脚本：倉持裕
  - 出演：内村光良、ほか
- 炎上弁護人[342]
  - 12月15日（総合）
  - 作：井上由美子
  - 出演：真木よう子、仲里依紗、岩田剛典、岡山天音、片桐はいり、小柳ルミ子、宇崎竜童、小澤征悦、ほか
- 猫探偵の事件簿
  - 12月19日（BSプレミアム）
  - 出演：甲本雅裕、本井博之、早川あひる、たかお鷹、上田耕一、松岡依都美、津田真澄、藤原季節、チャンカワイ、吉本菜穂子、藤原博史

#### そのほか (NHK)
- u & i[343]
  - 5月26日（Eテレ）
  - 出演：小田菜乃葉、樋口冬真
  - 声の出演：きゃりーぱみゅぱみゅ、伊野尾慧（Hey! Say! JUMP）、笹野高史

### 日本テレビ系の主なテレビドラマ
上記枠以外のレギュラードラマ
- 漫画みたいにいかない（公式サイト）
  - 1月11日（10日深夜） - 3月15日（14日深夜）
  - 脚本・監督：オークラ
  - 出演：東京03、山下健二郎（三代目J Soul Brothers）、山本舞香、ほか

- ジャニーズJr.オーディションSP Jr.選抜!標への道（公式サイト）[135]
  - 7月3日(2日深夜)・10日(9日深夜)・12日(11日深夜)・17日(16日深夜)
  - 出演：井上瑞稀、髙橋優斗（HiHi Jets）、岩崎大昇、佐藤龍我（東京B少年）、道枝駿佑、西村拓哉、長尾謙杜、嶋崎斗亜（関西ジャニーズJr.）、織山尚大（ジャニーズJr.）

#### スペシャルドラマ (日本テレビ系)
- 七夕さよなら、またいつか[344]
  - 7月8日(7日深夜)・15日(14日深夜)
  - 脚本：鈴木おさむ
  - 出演：長濱ねる（欅坂46）、他

- 福山雅治×バカリズム 朝ドラマプロジェクト 生田家の朝（公式サイト）
  - 12月10日 - 26日（全13話、『ZIP!』内で放送）[318]
  - 企画・脚本：バカリズム
  - 出演：ユースケ・サンタマリア、尾野真千子、他

### テレビ朝日系の主なテレビドラマ

#### 上記以外のレギュラードラマ
- 星屑リベンジャーズ - 制作：メ〜テレ・AbemaTV[174]
  - 7月31日 - 9月25日（24日深夜）
  - 出演：新川優愛、光石研、清水尚弥、生駒里奈、ほか

#### スペシャルドラマ (テレビ朝日系)
- 白日の鴉 - 制作：テレビ朝日・共同テレビ（公式サイト）
  - 1月11日
  - 原作：福澤徹三
  - 出演：伊藤淳史、遠藤憲一、福田沙紀、きたろう、益岡徹、寺尾聰、ほか

- 恋する 肉食べ女子 - 制作：朝日放送・ユーコム（公式サイト）
  - 3月23・30日（22・29日深夜）
  - 出演：逢沢りな、ほか

- 第一回ピクシブ文芸大賞大賞受賞作品 Q&A（公式サイト）
  - 3月25日（24日深夜）
  - 原作：小林大輝「Q&A」（幻冬舎）
  - 出演：竹中直人、小日向星一、大平峻也、南翔太、佐藤玲、髙屋永遠、永山たかし、水島裕、神保悟志

- アガサ・クリスティ 二夜連続ドラマスペシャル（3月24日・25日） - 制作：テレビ朝日・角川大映スタジオ
  - パディントン発4時50分〜寝台特急殺人事件〜
    - 3月24日（第1夜）
    - 原作：アガサ・クリスティ「パディントン発4時50分」（ハヤカワ文庫）
    - 出演：天海祐希、ほか

  - 大女優殺人事件〜鏡は横にひび割れて〜
    - 3月25日（第2夜）
    - 原作：アガサ・クリスティ「鏡は横にひび割れて」（ハヤカワ文庫）
    - 出演：沢村一樹、ほか

- 激レアさんを連れてきた。ドラマシアター 激アツ!! ヤンキーサッカー部 - 制作：テレビ朝日・MMJ（公式サイト）
  - 9月21日・28日（全2話）
  - 脚本：鈴木おさむ
  - 出演：竜星涼、浅香航大、矢野聖人、稲葉友、山本涼介、平埜生成、堀家一希、小野武彦、勝村政信、ほか

- メ〜テレ開局55周年記念ドラマ 乱反射 - 制作：メ〜テレ[218]
  - 9月22日
  - 原作：貫井徳郎「乱反射」（朝日文庫）
  - 監督：石井裕也
  - 出演：妻夫木聡、井上真央、ほか

- 年の瀬ドラマ
  - ブスだってI LOVE YOU
    - 12月28日
    - 脚本：西条みつとし
    - 監督：本田隆一
    - 出演：誠子、新川優愛、ほか

  - 平成ばしる
    - 12月29日
    - 脚本：きたむらけんじ、松居大悟
    - 監督：松居大悟
    - 出演：稲葉友、ほか

### TBS系の主なテレビドラマ
- 上記枠以外のレギュラードラマ
- こんなところに運命の人 - 制作：CBCテレビ
  - 2月26日 - 3月26日（全5話）
  - 脚本：吹原幸太
  - 出演：松井愛莉、小沢一敬、夕輝壽太、隅田杏花、ほか

- ボイメン新世紀 祭戦士ワッショイダー - 制作：CBCテレビ
  - 4月13日 - （全10話）
  - 出演：祭nine.、ほか

#### スペシャルドラマ (TBS系)
- ドラマ特別企画 がん消滅の罠〜完全寛解の謎〜 - 制作：TBS・ドリマックス・テレビジョン[70]
  - 4月2日
  - 原作：岩木一麻「がん消滅の罠 完全寛解の謎」（宝島社）
  - 出演：唐沢寿明、渡部篤郎、及川光博、ほか

- それでも恋する - 制作：CBCテレビ（公式サイト）
  - 10月6日
  - 脚本：岡田惠和
  - 出演：和久井映見、西田尚美、木村多江、志尊淳、遠山俊也、尾美としのり、ほか

### テレビ東京系の主なテレビドラマ
- 上記枠以外のレギュラードラマ
- 役者ダマしい - 制作：テレビ大阪（公式サイト）
  - 4月10日(9日深夜) - 6月26日(25日深夜)（全12回）
  - 出演：菊川怜、他

#### スペシャルドラマ (テレビ東京系)
- テレビ東京春の開局記念ドラマ ミッドナイト・ジャーナル〜消えた誘拐犯を追え!七年目の真実〜 - 制作協力：ユニオン映画（公式サイト）[63][64]
  - 3月30日[64]
  - 原作：本城雅人「ミッドナイト・ジャーナル」（講談社文庫）
  - 出演：竹野内豊、寛一郎、松重豊、小日向文世、水沢エレナ、水谷果穂[64]、他

- ウドの海岸物語[345]
  - 7月29日 - 8月26日（全5回）
  - 出演：ウド鈴木（キャイ〜ン）、他

- テレビ東京開局55周年記念特別企画 ドラマスペシャル Aではない君と - 制作協力：ドリマックス・テレビジョン（公式サイト）[346]
  - 9月21日
  - 原作：薬丸岳「Aではない君と」（講談社文庫）
  - 出演：佐藤浩市、天海祐希、他

- テレビ東京開局55周年記念特別企画 ドラマスペシャル あまんじゃく〜元外科医の殺し屋が医療の闇に挑む!〜 - 制作協力：ROBOT（公式サイト）[276]
  - 9月24日
  - 原作：藤村いずみ「あまんじゃく」（ハヤカワ文庫）
  - 出演：唐沢寿明、木村多江、伊藤蘭、橋爪功、他

- ドラマスペシャル 今野敏サスペンス 回帰 警視庁強行犯係・樋口顕 - 制作：テレビ東京・BSテレビ東京・ユニオン映画（公式サイト）
  - 12月14日
  - 原作：今野敏「回帰 警視庁強行犯係・樋口顕」（幻冬舎刊）
  - 出演：内藤剛志、佐野史郎、逢沢りな、川上麻衣子、榎木孝明、他

### フジテレビ系の主なテレビドラマ
- 上記枠以外のレギュラードラマ
- 青と僕（公式サイト）
  - 7月10日（9日深夜） - 8月14日（13日深夜）（全6話）
  - 出演：井之脇海、寛一郎、池田エライザ、中島広稀、金子大地、八十田勇一、マキタスポーツ、霧島れいか

#### スペシャルドラマ (フジテレビ系)
- 平成物語 - 制作：フジテレビ、コギトワークス[347]
  - 3月24日（23日深夜）・4月1日（3月31日深夜）
  - 脚本：加藤拓也
  - 出演：岡山天音、松本穂香、片山友希、ほか

- ドラマスペシャル 68歳の新入社員 - 制作：カンテレ・共同テレビ（公式サイト）
  - 6月18日
  - 脚本：岡田惠和
  - 出演：高畑充希、草刈正雄、小瀧望（ジャニーズWEST）、原田美枝子、ほか[130]

- 名探偵コジン〜突然コマーシャルドラマ〜 - 制作：フジテレビ・共同テレビ（公式サイト）
  - 6月21日（20日深夜）
  - 脚本：森ハヤシ
  - 出演：滝藤賢一、金子ノブアキ、ほか

### BS放送の主なテレビドラマ

#### BS日テレ
- 妖怪!百鬼夜高等学校（公式サイト）
  - 10月18日 -
  - 監督：住田崇
  - 出演：小野塚勇人、北村諒、佐奈宏紀、松村龍之介、大平峻也、北川尚弥、ほか

#### BS朝日
- 時代劇スペシャル 無用庵隠居修行2 - 制作：テレビ朝日・BS朝日・松竹（公式サイト）[348][349]
  - 9月8日[注 22]
  - 原作：海老沢泰久『無用庵隠居修行』（文春文庫）
  - 出演：水谷豊、岸部一徳、壇れい、田山涼成、ほか

#### BSジャパン→BSテレ東
- 上記枠以外のレギュラードラマ
- 最後の晩ごはん（公式サイト）
  - 1月12日 -
  - 原作：椹野道流『最後の晩ごはん』シリーズ（角川文庫）
  - 出演：中村優一、杉浦太陽、篠田三郎

- スペシャルドラマ
- 猫とコワモテ2（公式サイト）[351]
  - 2月22日
  - 出演：田中要次、嶋田久作

#### BSフジ
- 警視庁捜査資料管理室 (仮)（公式サイト）
  - 10月1日 -
  - 出演：瀧川英次、甲本雅裕、小橋めぐみ、向井地美音（AKB48）、川野直輝、ほか[352]

#### WOWOW
- WOWOW映画の日特別ドラマ NO MOVIE, NO LIFE（公式サイト）
  - 2月4日、2月10日（全4回）
  - 出演：桜庭ななみ、矢本悠馬、矢野聖人、ほか

- WOWOW×Hulu共同製作ドラマ コートダジュールNﾟ10 Hulu版（公式サイト）
  - 2月5日 -（全4回）
  - 出演：小林聡美、大島優子、ほか

#### BS12 トゥエルビ
- 居酒屋ぼったくり - 制作：BS12 トゥエルビ、ギルド、U-NEXT、キュー・テック、TBSサービス（公式サイト）
  - 4月14日 -
  - 原作：秋川滝美『居酒屋 ぼったくり』（アルファポリス）
  - 出演：片山萌美、高月彩良、中村優一、大方斐紗子、ほか

### CS放送の主なテレビドラマ

#### フジテレビTWO ドラマ・アニメ
- ザ・ブラックカンパニー（公式サイト）
  - 2月4日 - 3月
  - 原作：江上剛『ザ・ブラックカンパニー』（光文社文庫）
  - 出演：工藤阿須加、岡山天音、MEGUMI、尾上寛之、ほか

- 第5回ドラマ甲子園大賞受賞作品 キミの墓石を建てに行こう。[353]
  - 10月28日
  - 監督・脚本：宮嵜瑛太
  - 出演：磯村勇斗、白石聖、志田未来、ほか